# Fahrzeugbestand der Metro Kiew

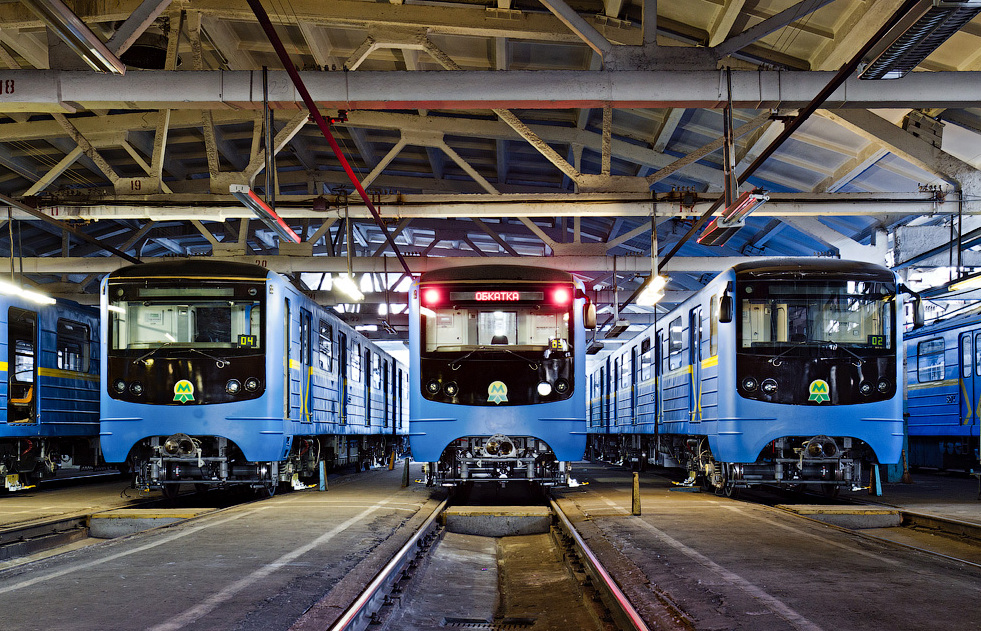
E-KM-Gb-Kopfwagen im Depot

Der Fahrzeugbestand der Metro Kiew besteht aus über 800 Wagen der verschiedensten Typen und zahlreichen Sonderfahrzeugen. Im planmäßigen Verkehr der ukrainischen Hauptstadt Kiew wird dabei eine Mischung aus über 30 Jahre alten, zwischenzeitlich modernisierten Fahrzeugen und wenigen neuen Typen eingesetzt. Eine grundlegende Erneuerung des Fahrzeugbestandes der Metro Kiew war für 2021 geplant.

## Fahrzeuggeschichte
Fast alle Fahrzeuge, die in der Kiewer Metro eingesetzt werden bzw. in der Vergangenheit eingesetzt wurden, stammen aus russischer Produktion. Sie wurden größtenteils von den Maschinenwerken Metrowagonmasch in Mytischtschi bei Moskau hergestellt, erhalten und modernisiert. Ein Teil des in den 1980er-Jahren angeschafften Fuhrparks stammt auch aus der Produktion des Sankt Petersburger Jegorow-Maschinenbauwerks, zugleich Hauptlieferant der Metro Sankt Petersburg. Bis zum Ende der Sowjetunion wurde der Fahrzeugbestand planmäßig erneuert, und auch Hauptinstandsetzungen und Modernisierungen in den Herstellerwerken fanden statt. Nach dem Ende der Sowjetunion änderte sich die wirtschaftliche Lage für staatliche und kommunale Betriebe in der nun selbständigen Ukraine dramatisch. Obwohl im Vergleich zu anderen Verkehrsträgern wie der Straßenbahn Kiew finanziell noch gut ausgestattet, war an eine Erneuerung des Fahrzeugparks zunächst nicht zu denken. Erst nach der Jahrtausendwende kam es zu Neubeschaffung von Fahrzeugen aus Russland, wenn auch nicht in ausreichender Anzahl, so dass vorhandene Fahrzeuge teilweise über 40 Jahre in Nutzung verblieben. Einzelne Fahrzeuge wurden unter Beteiligung von Wagonmasch in St. Petersburg und der Instandsetzungsbetriebe der Metro Kiew modernisiert. Der Versuch einer Neuentwicklung eines Triebzuges für die Kiewer Metro durch Wagonmasch unter Beteiligung von Skoda verlief letztendlich wenig erfolgreich.
Nach 2014 wurden die noch vorhandenen wirtschaftlichen Beziehungen nach Russland von staatlicher Seite gekappt. Für die Metro Kiew bedeutete das, dass ein Großteil der älteren Fahrzeuge in der Ukraine nun bei Waggonbau Krjukiw modernisiert wurde. An eine Neubeschaffung von Zügen in Russland war nicht mehr zu denken Eine geringe Anzahl von Fahrzeugen, die bei Waggonbau Krjukiw neu hergestellt wurden, verkehrt auf der Linie 3. 2019 berichteten ukrainische Medien über den beabsichtigten Kauf von 50 neuen Garnituren. Die benötigten finanziellen Mittel in Höhe von 50 Millionen Euro sollten durch die Europäische Bank für Wiederaufbau und Entwicklung bereitgestellt werden. Geplant waren Lieferung und Inbetriebnahme für 2021, allerdings fand der geplante Kauf nicht statt.
Im Juni 2021 befanden sich im Fahrzeugpark der Kiewer Metro insgesamt 821 Passagierwagen im Betrieb, davon waren 726 in Russland hergestellt worden. 135 Wagen wurden bei Waggonbau Krjukiw modernisiert und gelten als Neufahrzeuge.

## Technik

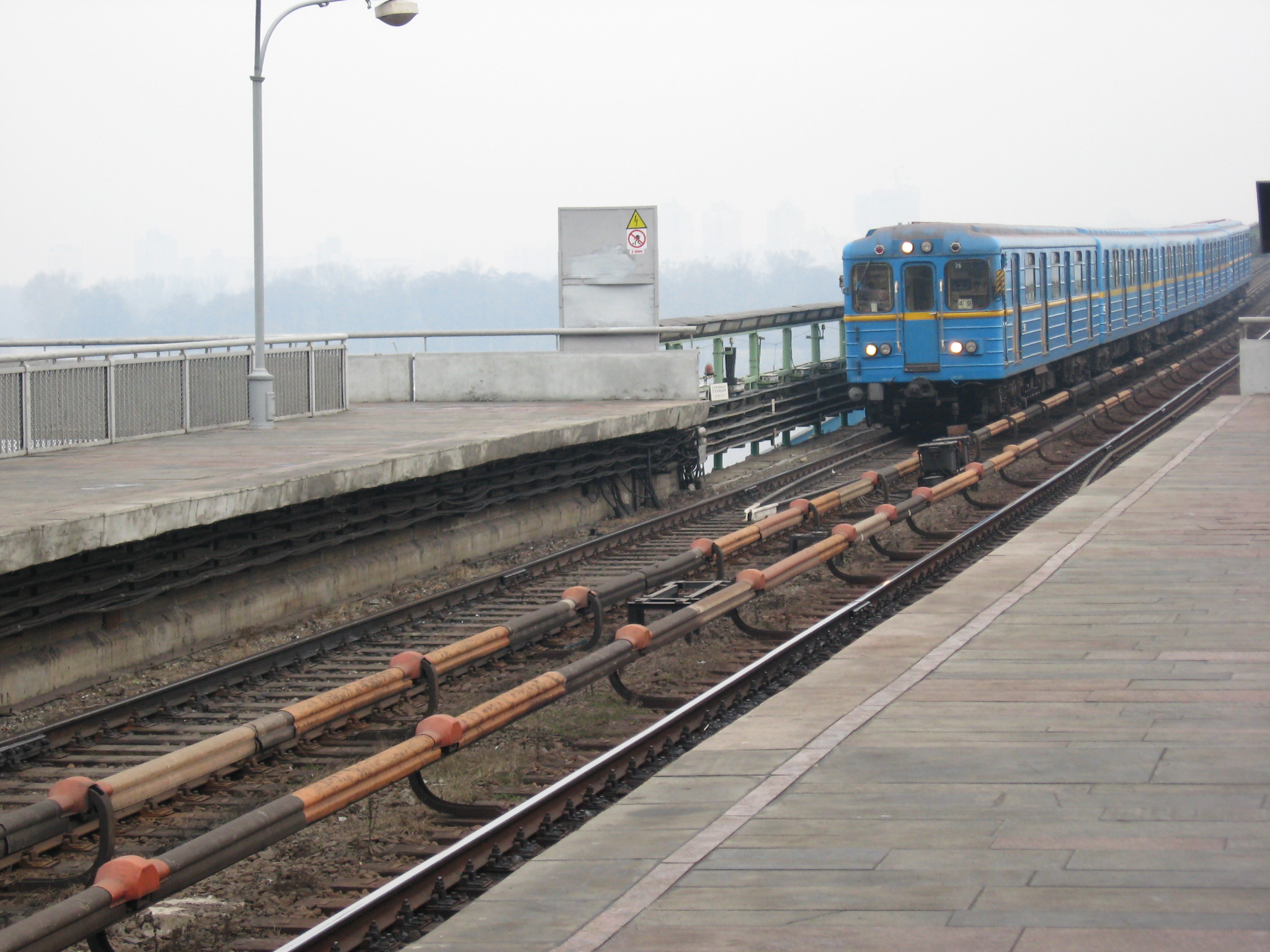
Metrogleise mit Stromschienen, hier an der Station Dnipro

Technisch unterscheidet sich das Netz der Kiewer Metro nicht von den Metronetzen anderer sowjetischer Städte. Die Spurweite liegt bei 1520 mm (Russische Breitspur), die Stromversorgung mit 825 V Gleichspannung erfolgt über eine von unten bestrichene seitliche Stromschiene in Fahrtrichtung links. Gekuppelt werden die Wagen – bis auf wenige Ausnahmen – mit einer standardisierten Scharfenbergkupplung. Das Lichtraumprofil ist ebenfalls einheitlich zu den anderen Netzen in der damaligen Sowjetunion. Diese Normung ermöglichte den Einsatz einheitlicher Fahrzeugtypen und auch den Austausch von Fahrzeugen zwischen den einzelnen Netzen. Durch technische Weiterentwicklungen und insbesondere Änderungen der Elektroausrüstungen sowie der Steuerungs- und Signaltechnik können aber nicht alle Fahrzeugtypen untereinander gekuppelt werden. Die Freizügigkeit des Fahrzeugbestandes wird auch durch die unterschiedliche Ausrüstung der Strecken mit modernen Sicherungssystemen eingeschränkt.
Bei allen Fahrzeugen der Kiewer Metro handelt es sich um Einrichtungsfahrzeuge. Die Kopfwagen werden grundsätzlich so eingestellt, dass der Zug in beide Fahrtrichtungen verkehren kann. An Streckenende wird für die Rückfahrt das Gleis gewechselt, was die Bau von Überleitstellen an den Streckenenden erforderlich macht. Die Fahrzeuge haben Türen an beiden Seiten. Da die Metro Kiew keine Stationen geschlossenen Typs besitzt, spielen die unterschiedlichen Türabstände der verschiedenen Typen keine Rolle. Ein Übergang zwischen den Wagen während der Fahrt des Zuges ist nicht möglich.
Äußerlich sind die Züge in einem blauen Farbton gehalten, der bereits für Metrofahrzeuge in der Sowjetunion typisch war; die Wagen der Kiewer Metro unterscheiden sich jedoch durch die gelb statt weiß ausgeführten Zierlinien. Zusammen mit dem blauen Wagenkasten ergeben sich dadurch die Nationalfarben der Ukraine, Größe und Anordnung der Zierlinien blieben aber gleich. Lediglich bei der neuen Baureihe 81-7021 weicht die äußere Gestaltung ab. Die Fahrzeuge sind zwar nach wie vor im typischen Metroblau gehalten, haben jetzt aber große weiße Kontrastflächen.
Im Zuge der Modernisierung des Fahrzeugbestandes zur Baureihe E-KM wurden die Scheinwerfer durch LED-Leuchten ersetzt. Auf die oberen Signallichter wurde verzichtet und stattdessen eine Zugzielanzeige eingebaut. Zu erkennen sind die modernisierten Fahrzeuge an der fehlenden Fronttür und der breiten Frontscheibe.

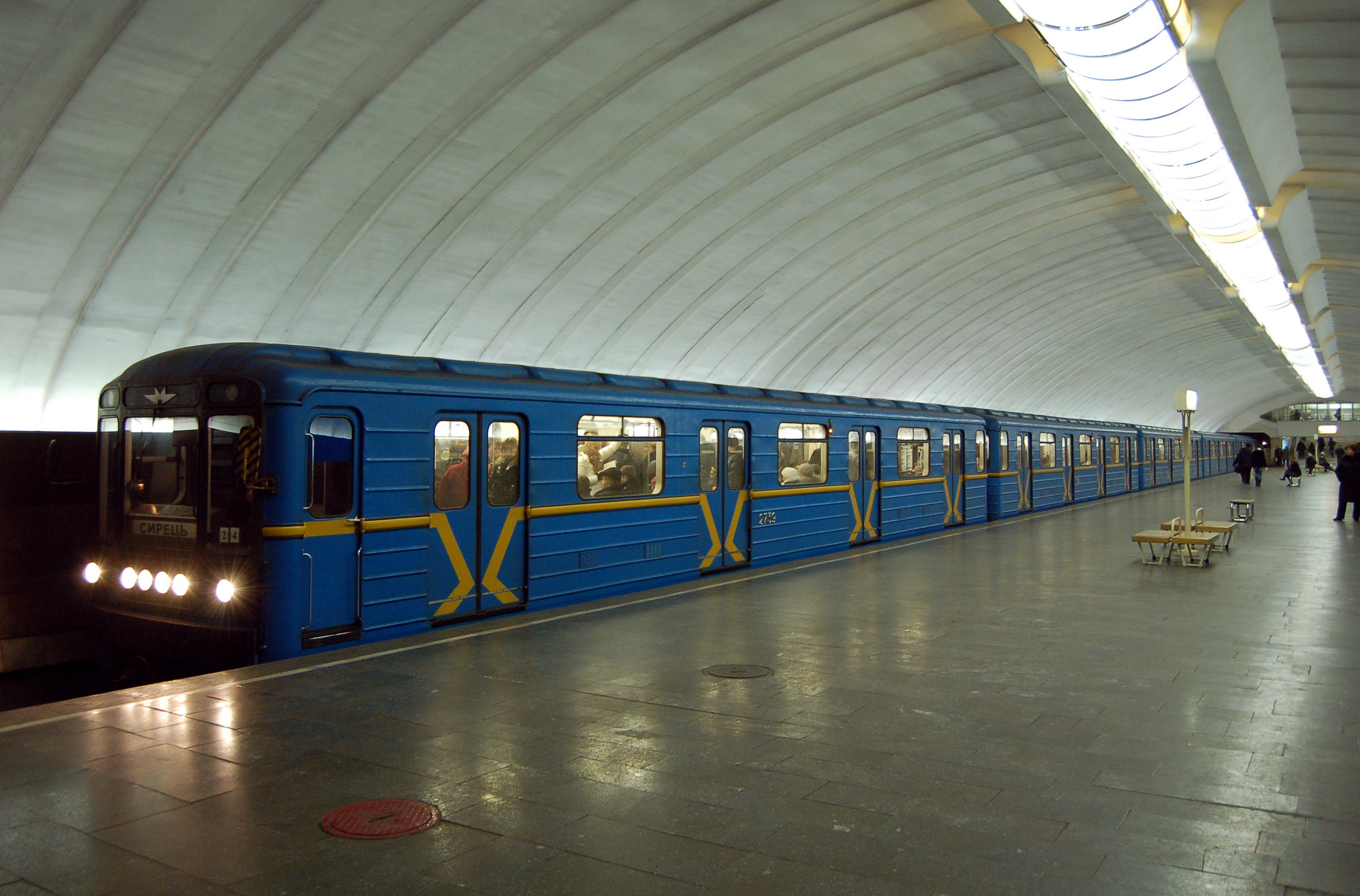
Traditionelles Design sowjetische Metrofahrzeuge, in Kiew jedoch mit gelben Zierlinien
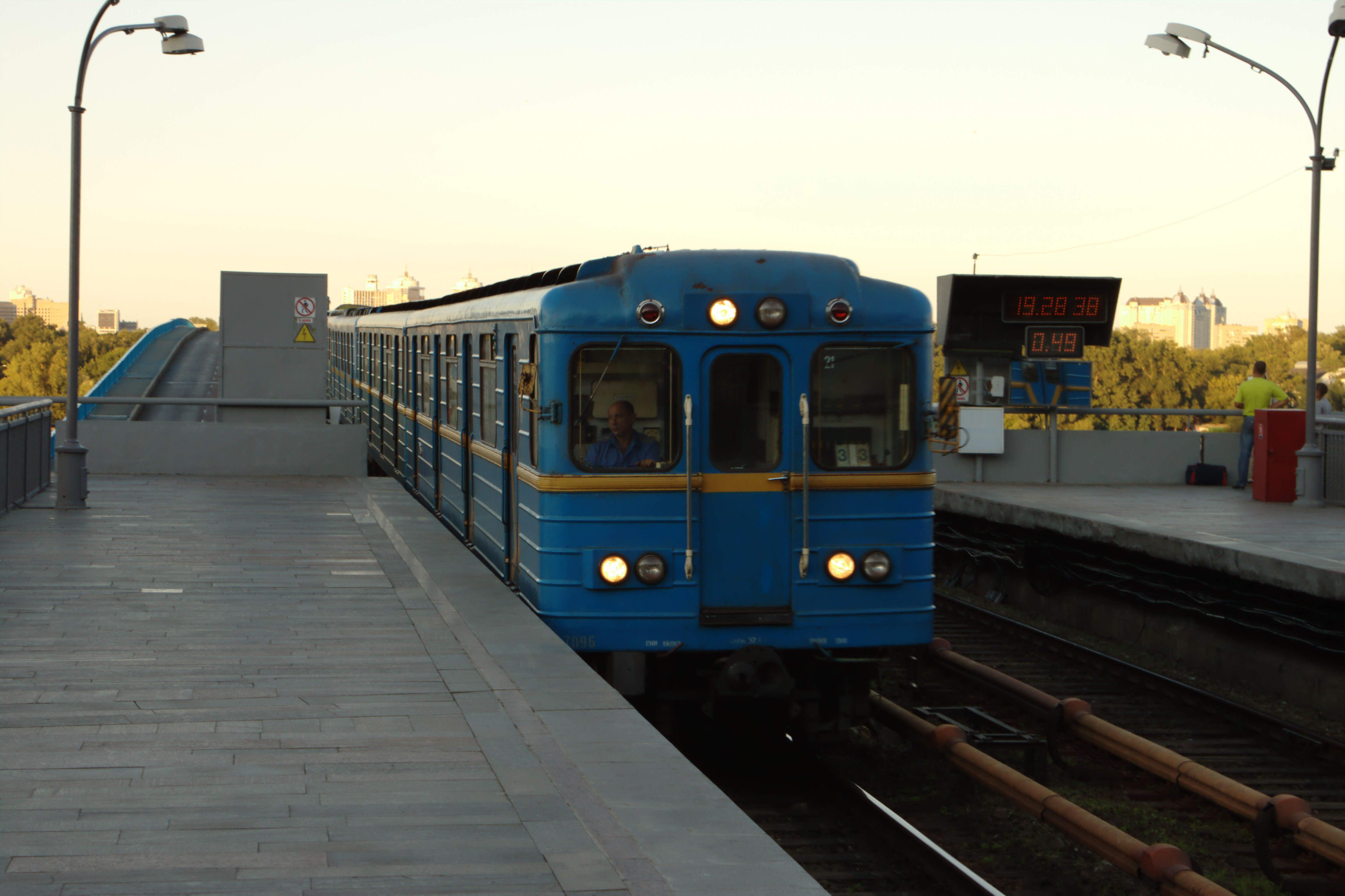
Kopf der älteren Baureihen mit oberen Spitzenlichtern und ohne Zugzielanzeige
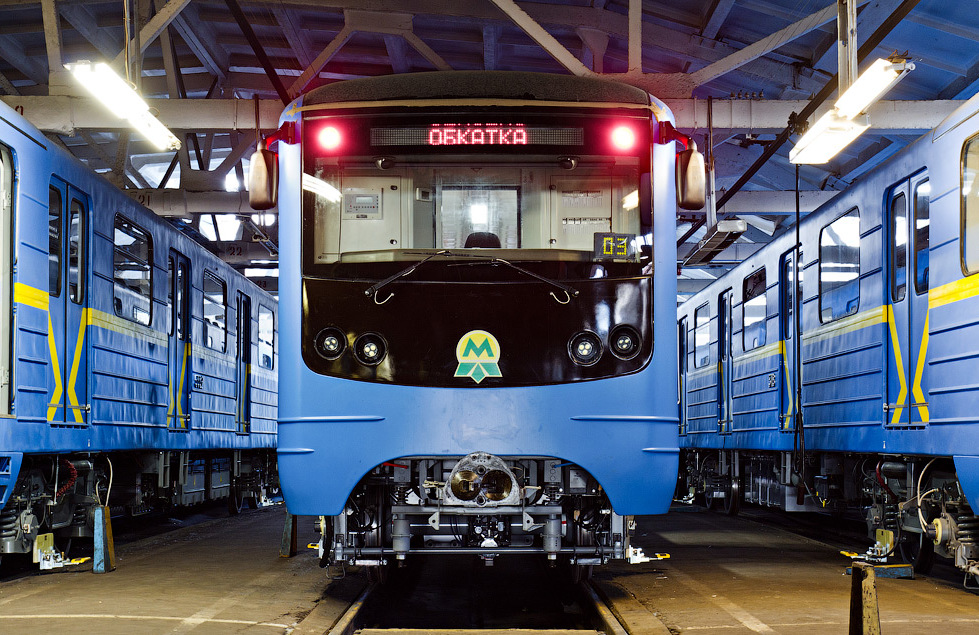
Kopf der modernisierten Baureihe E-KM mit LED-Scheinwerfern und Zugzielanzeige
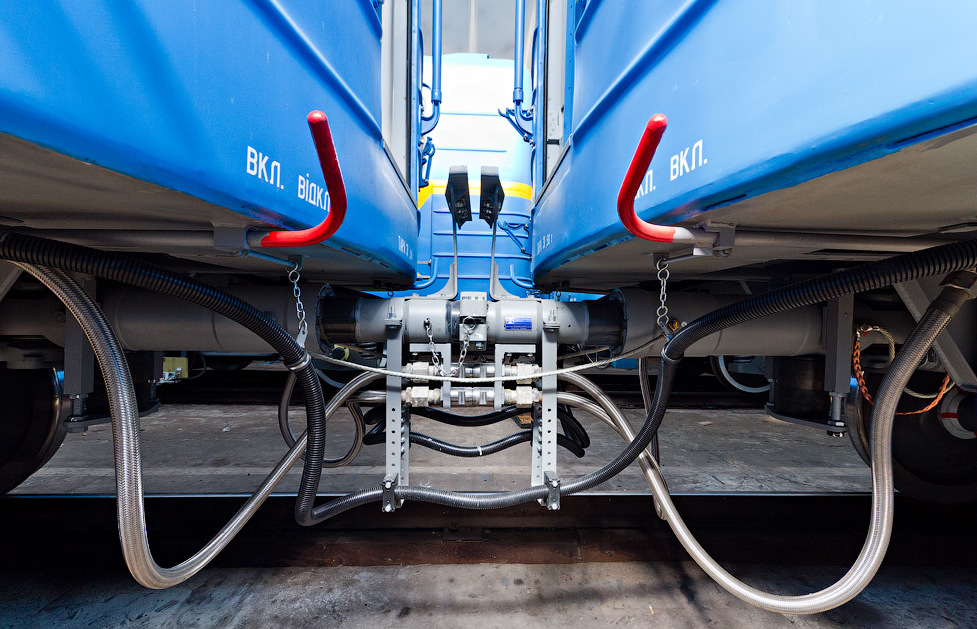
Kupplung zweier Wagen, hier Baureihe E-KM
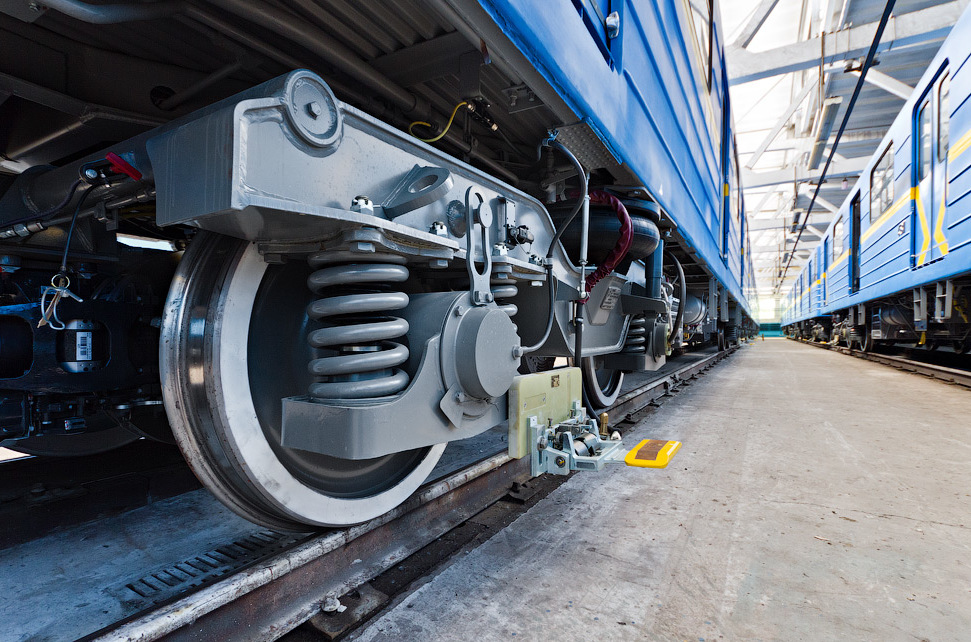
Seitlicher Stromabnehmer, hier Baureihe E-KM

## Zugbildung
Im Netz der Kiewer Metro kommen ausschließlich Garnituren aus fünf Wagen zum Einsatz. Dies ist durch die Länge der Bahnsteige von rund 100 m bedingt. Der U-Bahnhof Dnipro mit einer Bahnsteiglänge von 124 m könnte auch Garnituren von sechs Wagen aufnehmen, da diese aber der einzige Bahnhof mit einer derartigen Bahnsteiglänge ist, spielt dies praktisch keine Rolle.
Auf den geplanten Linien 5 und 6 sollen Garnituren mit sechs Fahrzeugen zum Einsatz kommen.

## Fahrzeugbestand
Ende 2019 verfügte die Metro Kiew über insgesamt 821 Fahrzeuge, von denen 803 einsatzbereit waren. Davon werden ungefähr 500 täglich für den fahrplanmäßigen Betrieb benötigt.

### Reisezüge
Eingesetzt werden inzwischen ausschließlich Fahrzeuge der Baureihen 81-717/714, 81-7021/7022 und E-KM. Grundsätzlich können die Garnituren im gesamten Netz freizügig eingesetzt werden, sind aber normalerweise bestimmten Strecken zugeordnet. Theoretisch gehört auch noch die Einzelgarnitur „Slawutitsch“ zum Bestand, diese ist jedoch seit längerer Zeit schadhaft abgestellt.
| Fahrzeugtyp  | Bild | Baureihe Steuerwagen Zwischenwagen | Strecke         | Hersteller                   | Einführung bei der Metro Kiew | Ausmusterung bei der Metro Kiew | Anmerkungen                                                                                      |
| ------------ | ---- | ---------------------------------- | --------------- | ---------------------------- | ----------------------------- | ------------------------------- | ------------------------------------------------------------------------------------------------ |
| D            |      | 81-702                             | rot             | Metrowagonmasch Mytischtschi | 1960                          | 1969                            | Abgabe an Metro Leningrad, Tausch gegen Baureihe E                                               |
| E            |      | 81-703                             | rot             | Metrowagonmasch Mytischtschi | 1964                          | 2015                            | teilweise Modernisierung / Umbau                                                                 |
| Esch         |      | 81-707 81-708                      | rot             | Metrowagonmasch Mytischtschi | 1970                          |                                 | 1970: 30 Wagen 1971: 38 Wagen 1972: 31 Wagen 1973: 10 Wagen                                      |
| Esch-3       |      | 81-710                             | rot · rot       | Metrowagonmasch Mytischtschi | 1973                          | 1976                            | Abgabe an Metro Charkow                                                                          |
| 81-717/714   |      | 81-717 81-714                      | rot · rot · rot | Metrowagonmasch Mytischtschi | 1978                          |                                 | 2019/2020 Modernisierung im Depot Obolon; Anpassung der äußeren Erscheinung an die Baureihe E-KM |
| Em           |      | 81-502 81-503 81-501               | rot             | Wagonmasch Leningrad         | 1979                          |                                 |                                                                                                  |
| Slawutitsch  |      | 81-553.1 81-554.1/81-555.1         | rot             | Metrowagonmasch / Skoda      | 2001                          |                                 | 1 Garnitur mit 5 Wagen nur Prototyp, keine Serienproduktion und kein fahrplanmäßiger Einsatz-    |
| 81-7021/7022 |      | 81-7021 81-7022                    | rot             | Waggonbau Krjukiw            | 2009                          |                                 | 1 Garnitur mit 5 Wagen                                                                           |
| E-KM         |      | 81-7080 81-7081 81-7081-01         | rot             | Waggonbau Krjukiw            | 2013                          |                                 | Umbau aus Esch/Em 27 Garnituren mit 135 Wagen                                                    |

#### Typ D
Der Betrieb der Kiewer Metro wurde im Jahre 1960 mit Garnituren vom Typ D aufgenommen. Die seit 1955 bei Metrowagonmaschsawod in Mytischtschi hergestellten Züge waren eine Weiterentwicklung des seit 1939 gebauten Typ G, die sich vor allem durch ein geringeres Gewicht und bessere Fahrleistungen auszeichneten. Ab diesem Typ wurde bei sowjetischen Metrofahrzeugen die Scharfenbergkupplung als Standardlösung verbaut. Bei diesem Typ wurde nicht zwischen Steuer- und Mittelwagen unterschieden, alle Serienfahrzeuge wurden in die Baureihe 81-702 eingereiht. Vorteil war die größere Freizügigkeit beim Einsatz der Wagen, da sie sowohl an der Zugspitze, als auch als Mittel- und Endwagen laufen konnten. Nachteile waren, dass in der Mittelwagen der Platz, den der dort nicht benötigte Führerstand einnahm, nicht für Passagiere zur Verfügung stand, und die höheren Kosten.
Die Fahrzeuge konnten maximal 264 Passagier aufnehmen, davon 44 sitzend. Sie erreichten eine Höchstgeschwindigkeit von 75 km/h, Beschleunigung und Verzögerung lagen bei jeweils 1,0 m/s2. Nachteilig im Einsatz waren die hohe Geräuschentwicklung und die starke Querneigung des Wagenkastens beim Befahren von Kurven.
Bei Betriebsbeginn waren in Kiew 24 Garnituren vorhanden, 1963 wurde der Bestand auf 39 erhöht. Diese Zahl reichte auch zum Betrieb der ab 1965 verlängerten Linie 1 aus. 1969 wurden alle Fahrzeuge an die Metro Leningrad abgegeben. Grund war die Tatsache, dass einige U-Bahnhöfe im früheren Leningrad und jetzigen Sankt Petersburg mit Türen versehene Bahnsteige besitzen, die nur zum Ein- und Aussteigen bei haltendem Zug geöffnet werden. Diese sogenannten Stationen geschlossenen Typs erfordert Fahrzeuge mit einem bestimmten Türabstand. Zur Betriebsvereinfachung wurden daher die Fahrzeuge Typ D nach Leningrad überstellt, die Metro Kiew erhielt dafür als Ersatz 39 Garnituren des Typs E. Inzwischen besitzt die Metro Kiew wieder drei Fahrzeuge vom Typ D: ein Wagen (828) wurde zur Akkulok umgebaut, ein Wagen (818) dient als Messwagen, und Wagen 2135 wurde als Museumsfahrzeug hergerichtet.

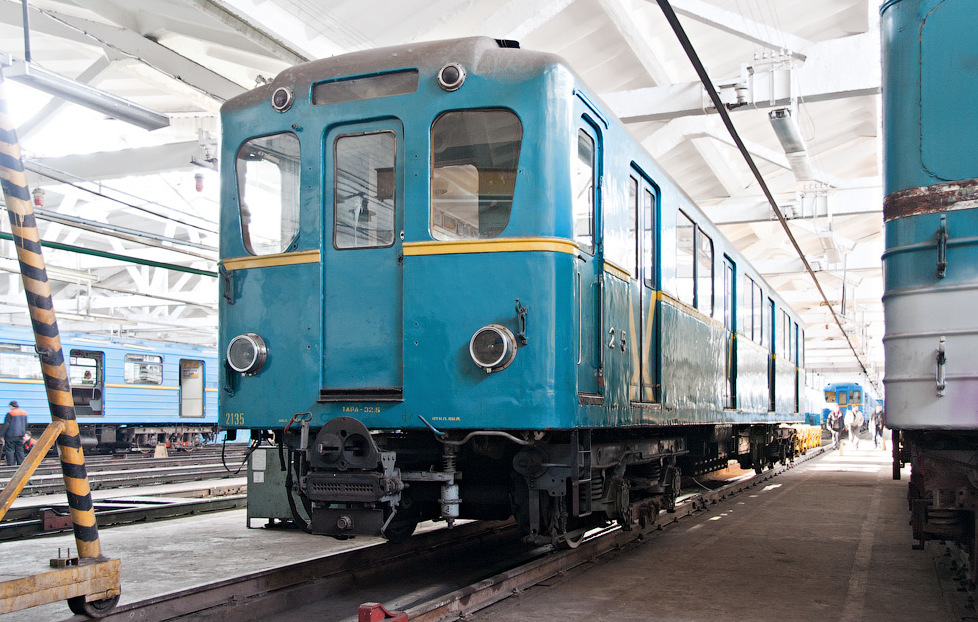
Museumsfahrzeug D-2135 der Metro Kiew
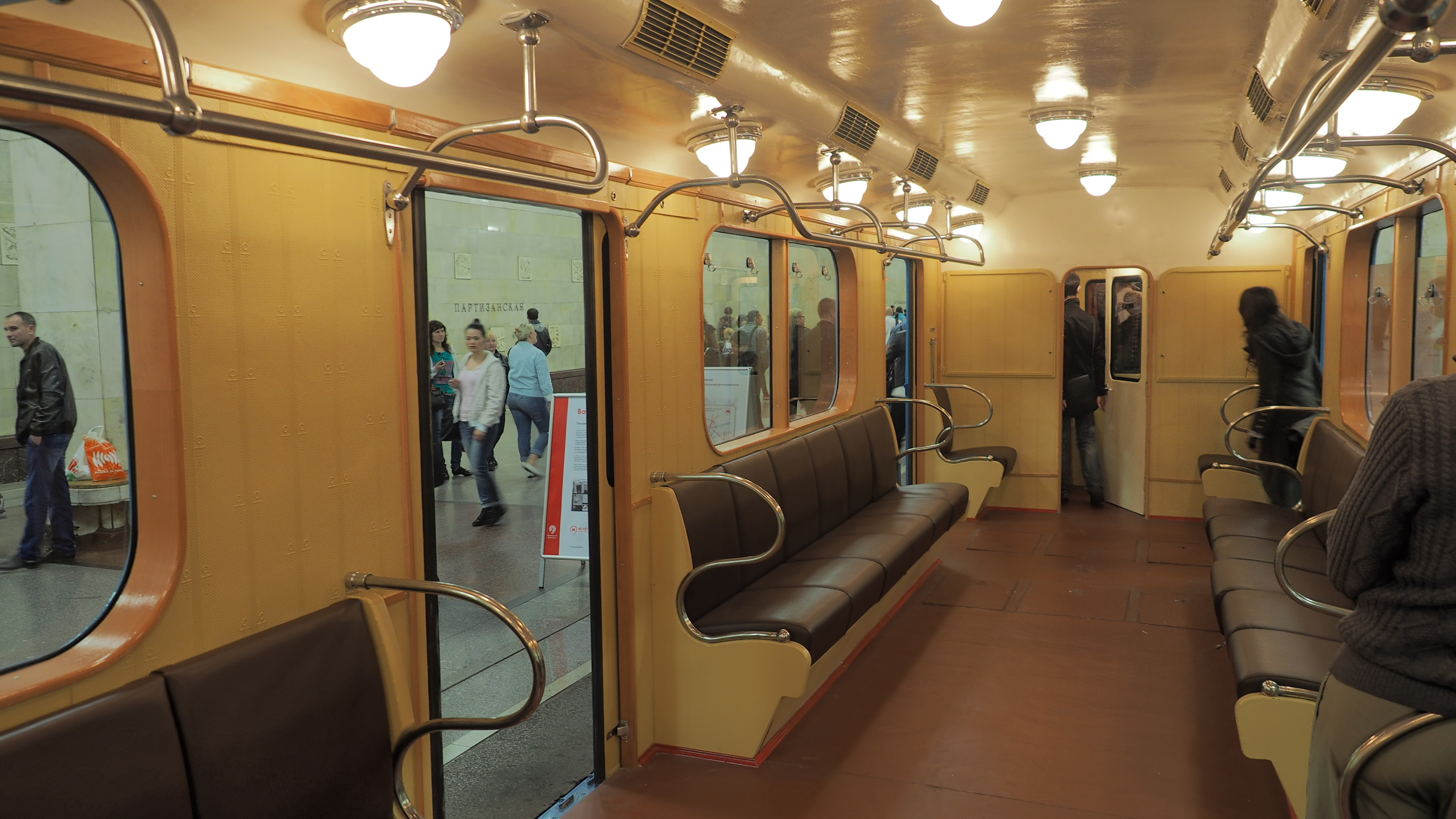
Vorderer Fahrgastraum
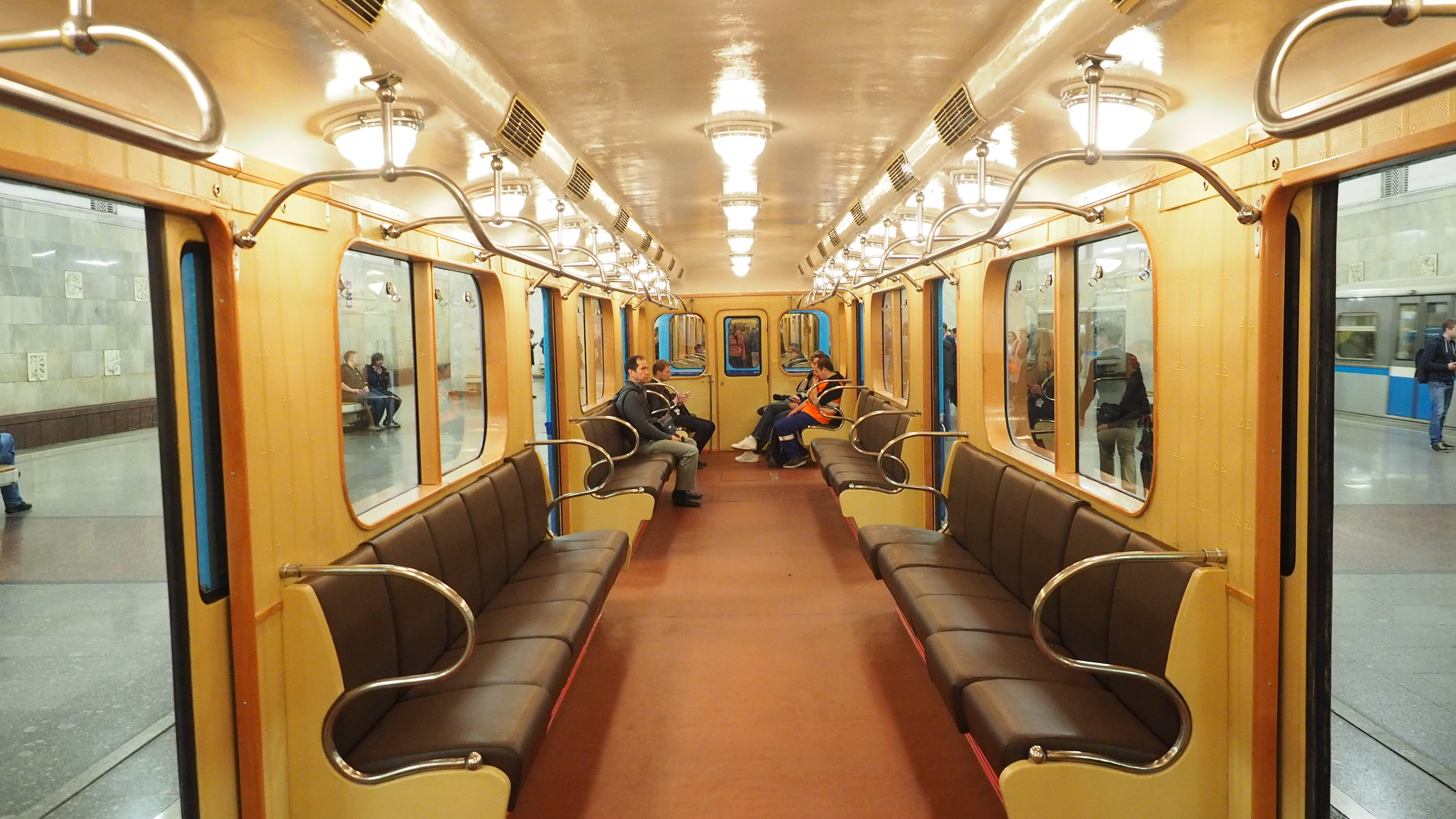
Hinterer Fahrgastraum
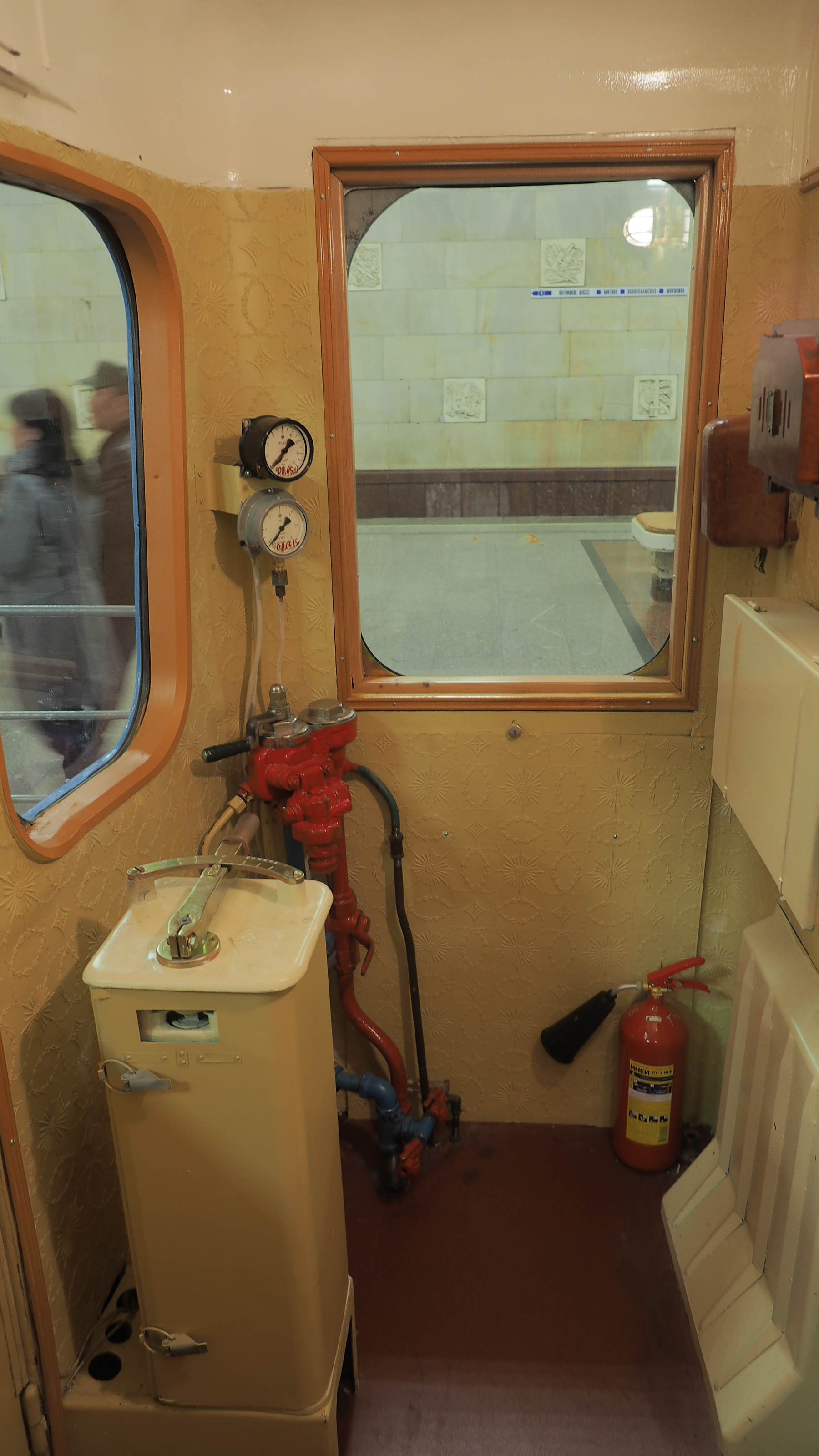
Führerstand

#### Typ E
Die Fahrzeuge des Typs E wurden ab 1963 bei Metrowagonmaschsawod in Mytischtschi in Serie gebaut. Von der Vorgängerbaureihe unterscheiden sie sich äußerlich durch den gesickten Wagenkasten, breitere Türen und die geänderten Türabstände; zwischen der hinteren Tür des Wagens und dem Wagenende befindet sich kein Fenster mehr. Auch hier wurde nicht zwischen Steuer- und Mittelwagen unterschieden; alle Serienfahrzeuge wurden in die Baureihe 81-703 eingereiht.
Die Fahrzeuge konnten maximal 264 Passagier aufnehmen, davon nur noch 40 sitzend. Sie erreichten eine Höchstgeschwindigkeit von 90 km/h, die Beschleunigung lag bei 1,1 m/s2, die Verzögerung bei 1,3 m/s2.
Die Metro Kiew erhielt die ersten zehn Fahrzeuge dieses Typs im Jahre 1964. Die Fahrzeuge waren jedoch unausgereift, mangelhaft gefertigt und fielen oft aus. Die nächsten 18 Fahrzeuge liefen daher erst 1967 zu, im Folgejahr ergänzt durch mehr als zwanzig Fahrzeuge. Aufgrund der geänderten Türen konnten die Fahrzeuge nicht freizügig im Leningrader Netz eingesetzt werden. Die Metro Kiew gab daher alle Wagen des Typs D ab und erhielt 1969 dafür 40 Wagen vom Typ E. Im gleichen Jahr kamen nochmals zehn Neufahrzeuge hinzu. Im Jahr 1980 wurden wiederum 40 Fahrzeuge an die Moskauer Metro abgegeben.
Anfang 2006 befanden sich noch 72 Fahrzeuge dieses Typs im Bestand der Metro Kiew, von denen die Masse jedoch modernisiert wurde. Die letzten verbliebenen, nicht modernisierten Fahrzeuge wurden 2015 aus der Nutzung genommen. Seit Beginn der 1970er Jahre bis zu ihrer Ausmusterung waren die Wagen dieser Baureihe nur als Zwischenwagen eingesetzt worden, als Kopfwagen dienten Fahrzeuge der Typen Esch bzw. Em. Der Wagen 3195 blieb als Museumsfahrzeug erhalten.

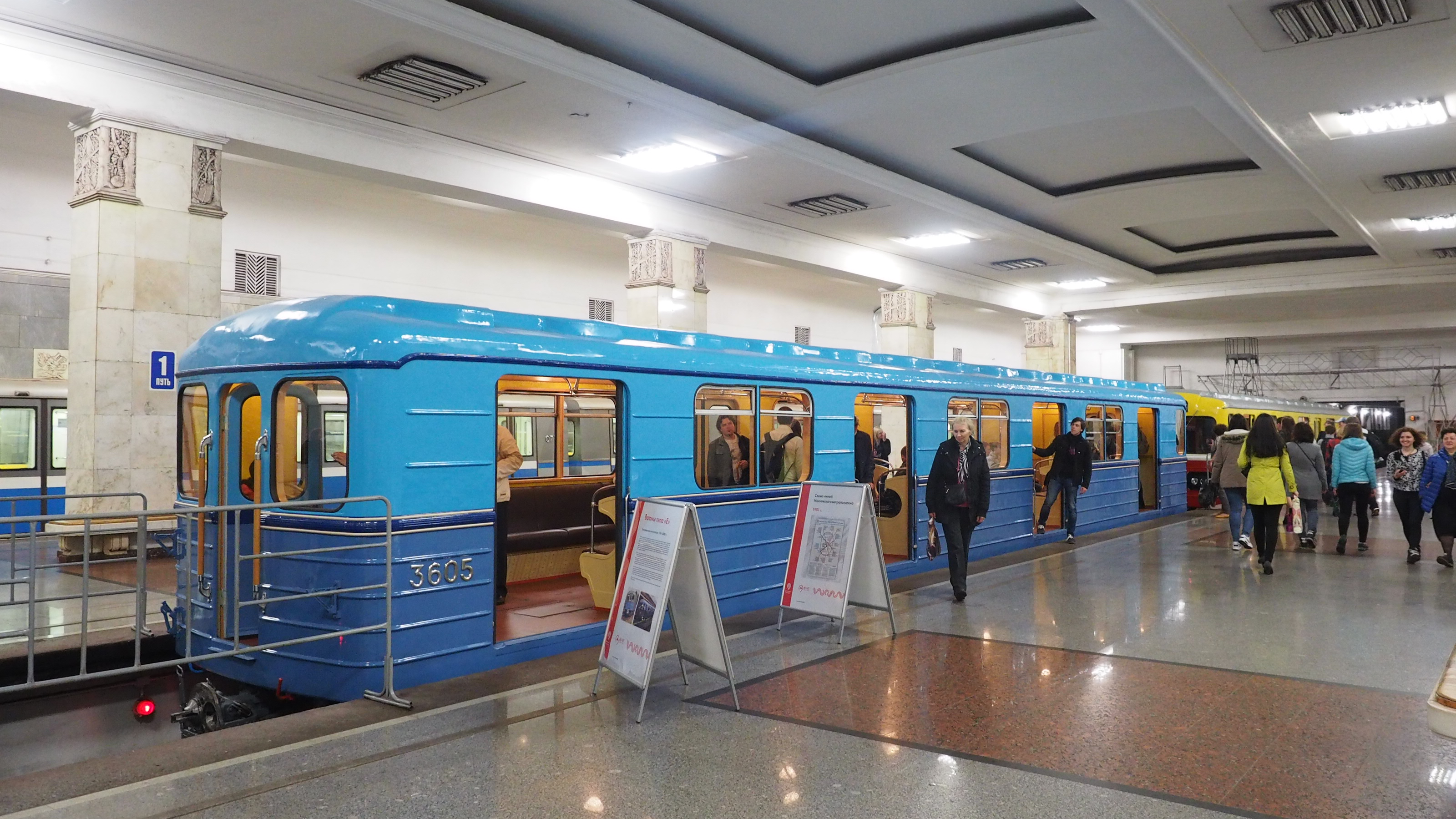
Museumsfahrzeug E-3605
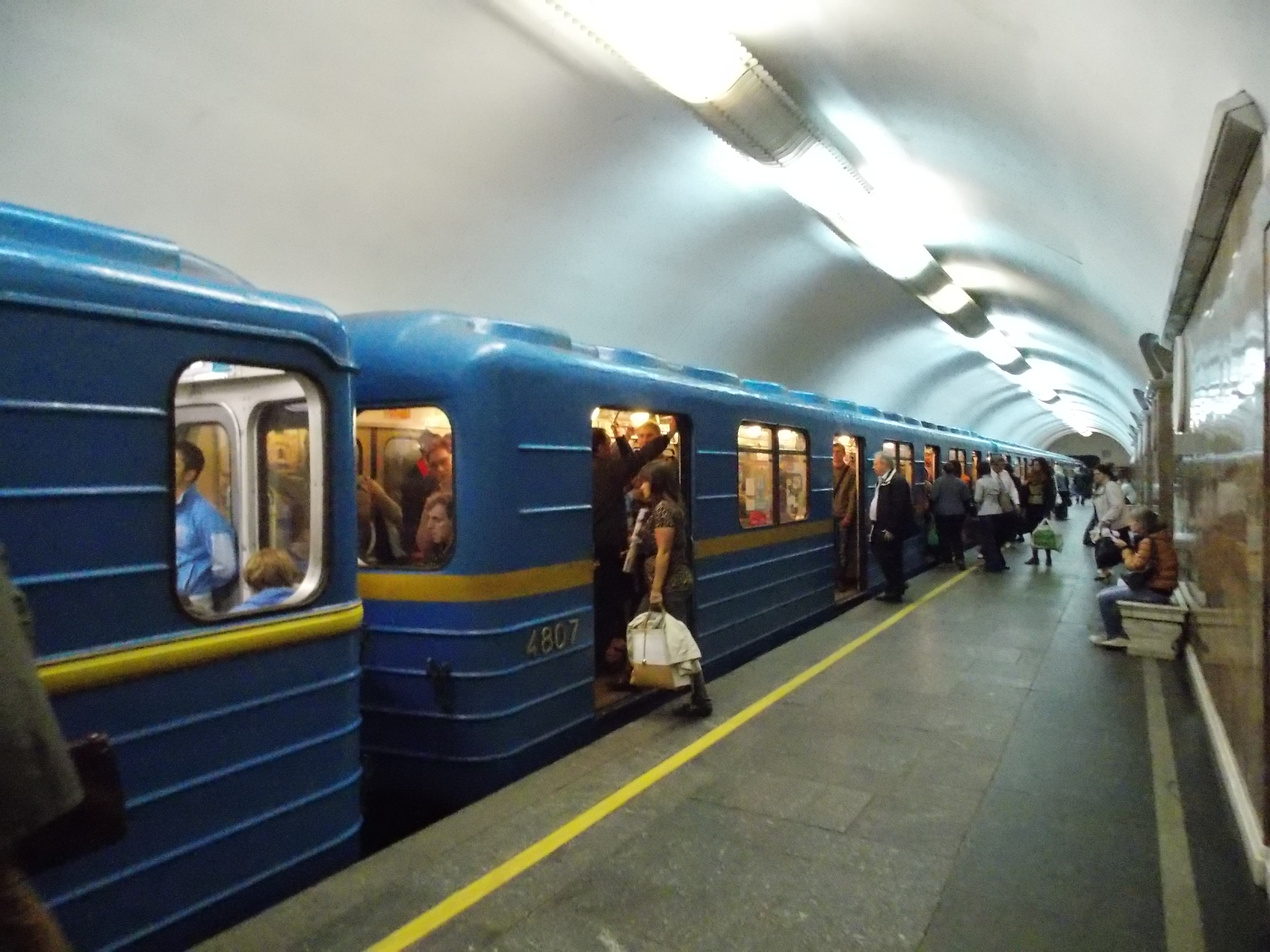
E-4807 im U-Bahnhof Universität der Metro Kiew, 2013
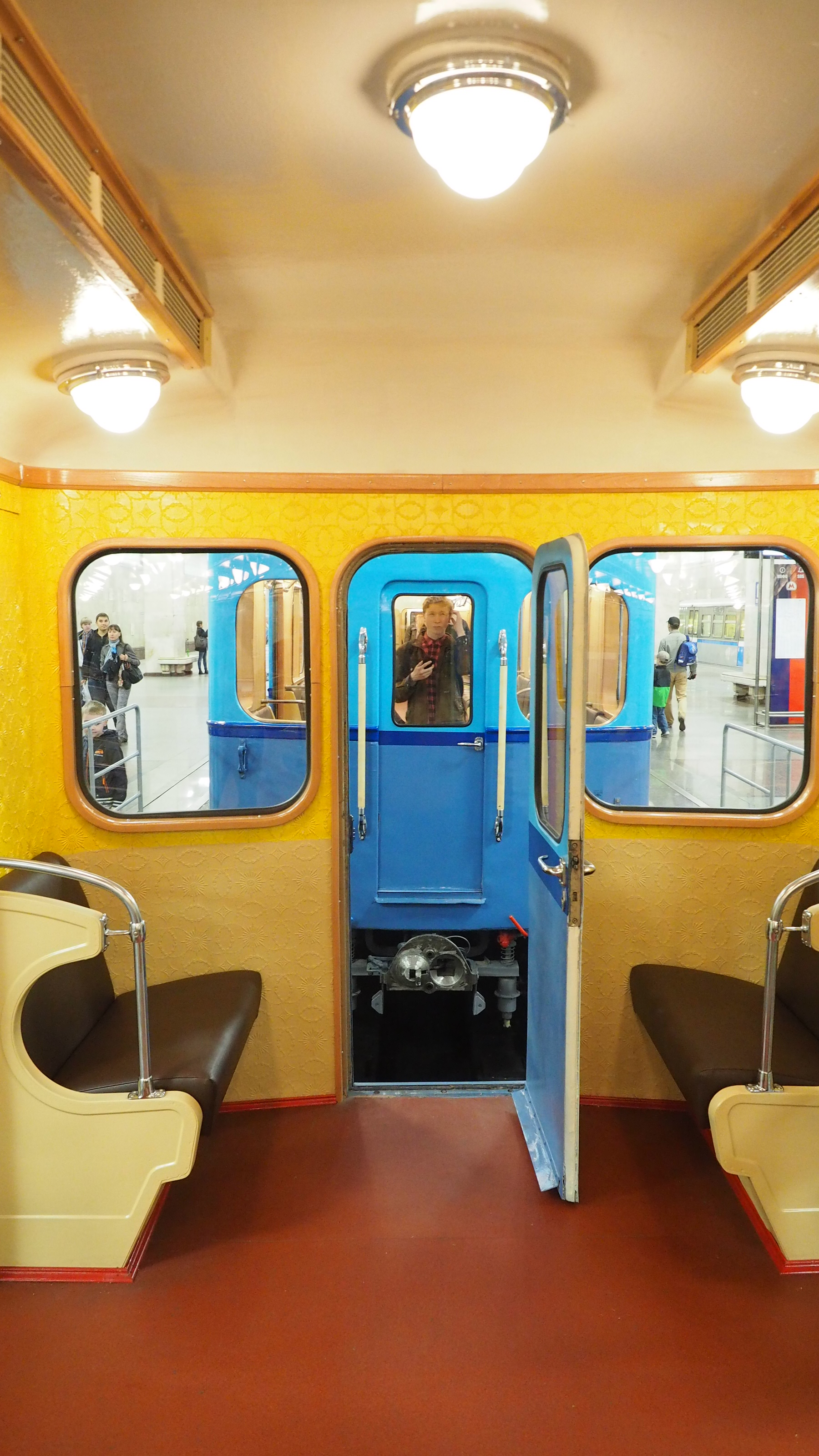
Hinterer Fahrgastraum
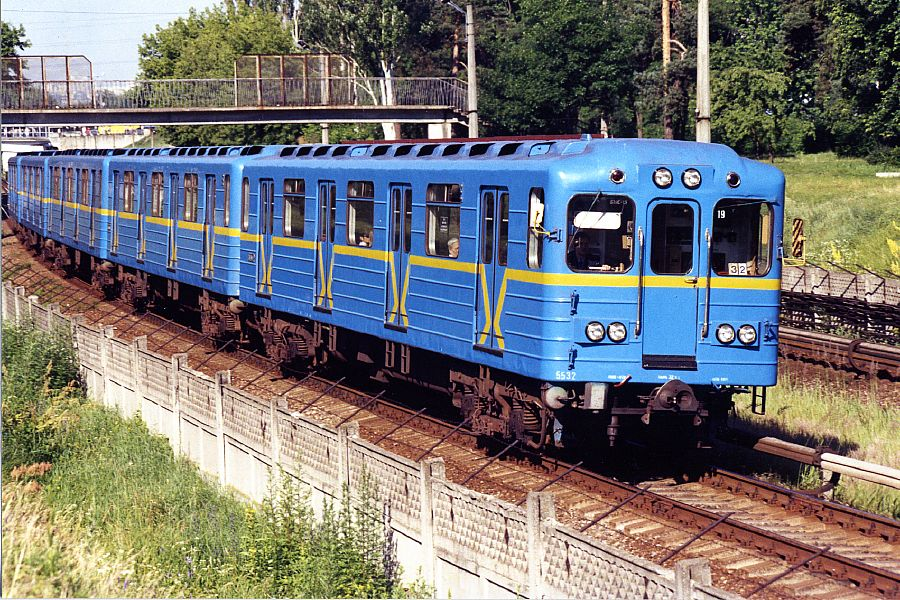
Wagen der Baureihe E als Mittelwagen, zu erkennen am fehlenden Fenster hinter der letzten Tür

#### Typ Esch
Die Fahrzeuge des Typs Esch wurden ab 1970 bei Metrowagonmaschsawod in Mytischtschi als Weiterentwicklung des Typs E in Serie gebaut. Die Fahrzeuge waren ursprünglich nur als Übergangstyp für die geplante Serie Sch vorgesehen, letztere wurde aber nie gebaut. Vom Vorgängertyp E unterscheiden sie sich hauptsächlich durch die geänderte Anordnung der Türen, die in Richtung Führerstand verschoben wurden. Dadurch konnte im Heck eine größere Sitzgruppe eingebaut werden. Ursprünglich sollten alle Fahrzeuge als 81-707 mit komplettem Führerstand gebaut werden. Im Laufe der Produktion erhielt ein Teil zwar einen Führerstand, aber nicht die entsprechende elektrische Ausrüstung. Diese Fahrzeuge wurden als 81-708 eingereiht. Eine Umrüstung auf den Stand 81-707 war möglich. Bei der Innenausrüstung der Wagen wurde Linkrusta durch Plastik ersetzt, und anstelle der Holzfensterrahmen kamen nun solche aus Aluminium zum Einsatz. Insgesamt wurden bis 1973 460 Fahrzeuge gebaut.
Die Fahrzeuge erreichten eine Höchstgeschwindigkeit von 90 km/h, Beschleunigung lag bei 1,2 m/s2, die Verzögerung bei 1,1 m/s2.
Die ersten 30 Fahrzeuge wurden in Kiew ab 1970 eingesetzt. Im Folgejahr kamen 38 hinzu, 1972 nochmals 31. Die letzten zehn Fahrzeuge folgten 1973, damit erhielt die Kiewer Metro insgesamt 109 Neufahrzeuge dieses Typs, ein weiteres wurde von der U-Bahn in Baku übernommen. Von den Fahrzeugen dieses Typs waren 2019 noch 107 in Nutzung, damit ist die Metro Kiew der letzte Betreiber dieser Baureihe. Allerdings kommen die Wagen seit 2015 nur noch als Mittelwagen in den Metrozügen zum Einsatz. Ein weiteres Fahrzeug wurde zu einem Messwagen umgebaut.

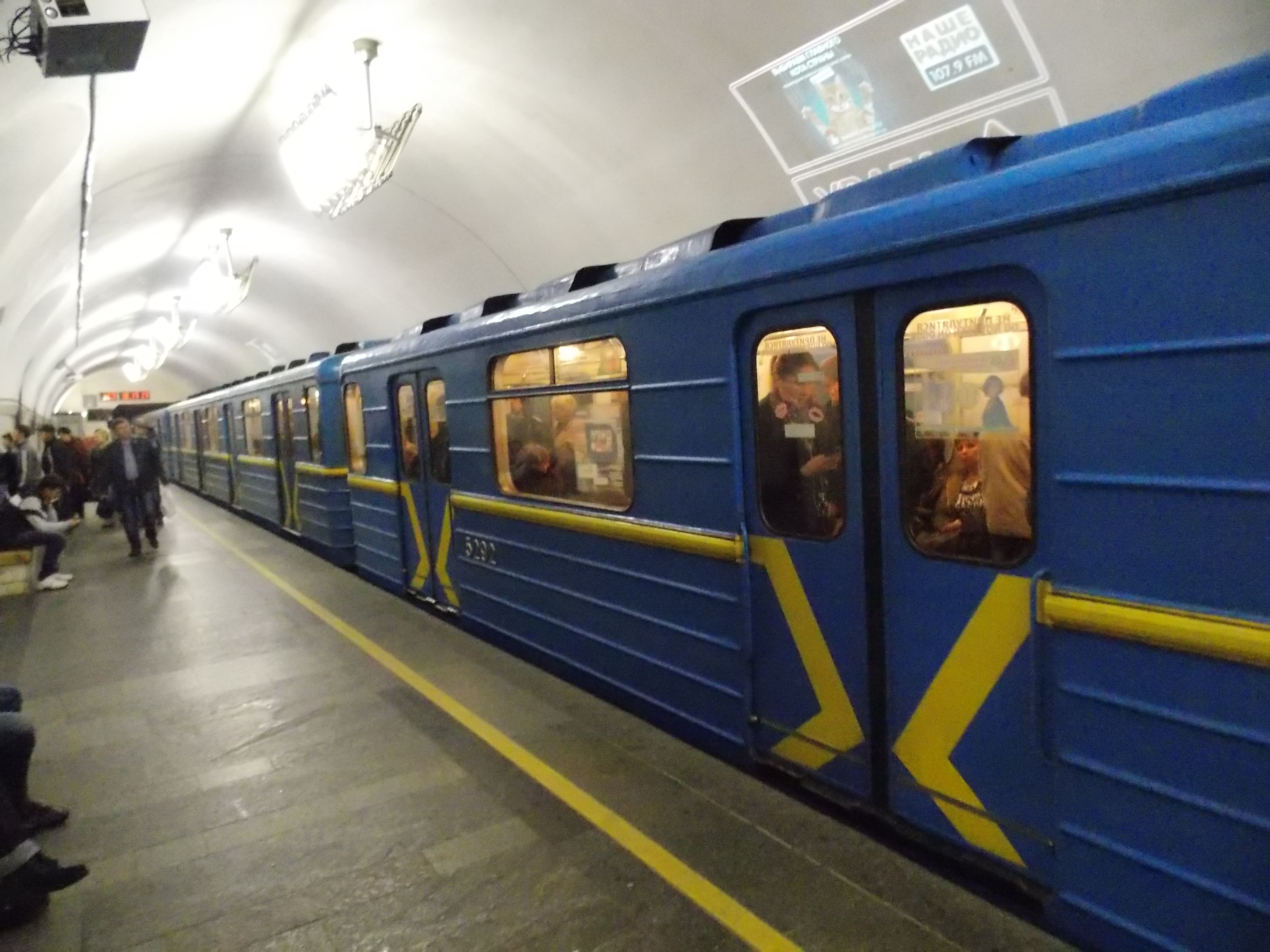
Esch-5292 im U-Bahnhof Woksalna der Metro Kiew, 2013
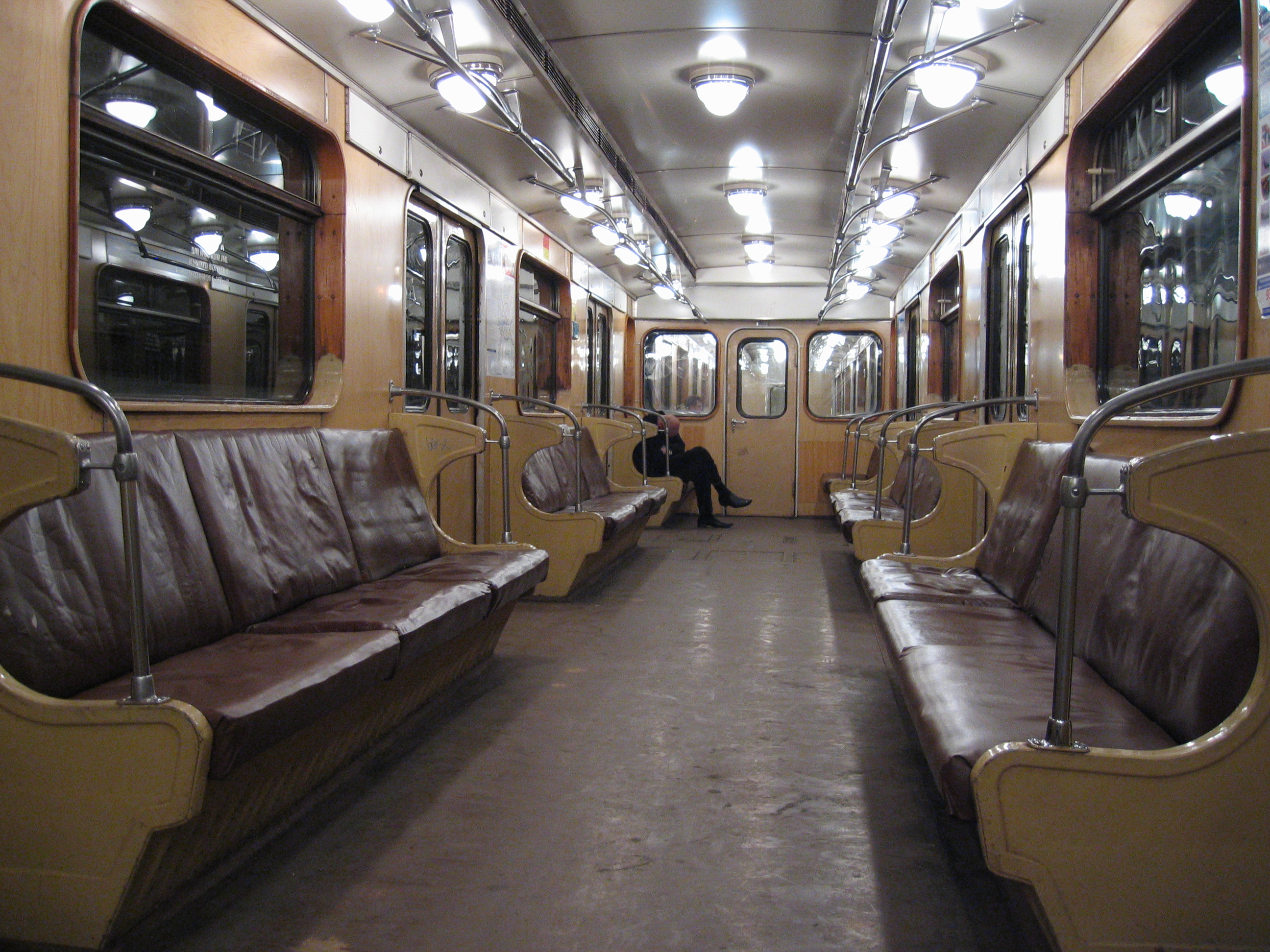
Fahrgastraum

#### Typ 81-717/714
Die Baureihe 81-717/714 wurde ab 1976 bei Metrowagonmasch entwickelt. Grund war der Bedarf nach Fahrzeugen mit einer höheren Transportkapazität für die Olympischen Sommerspiele 1980 in Moskau und die Erweiterung der Metronetze in Moskau und anderen sowjetischen Städten. Da bei diesem Typ die bei den Vorgängerbaureihen vorhandenen Führerstände der Mittelwagen entfielen, konnte die Anzahl der Sitz- und Stehplätze erhöht werden. Es kamen stärkere Motoren zum Einsatz, ebenso verstärkt elektronische Systeme. Äußerlich fiel vor allem die veränderte Kopfform mit Zugzielanzeige auf. Im Laufe der langen Bauzeit wurden die Baureihe mehrfach modifiziert. Auffällig ist dabei vor allem die ab 2006 produzierte Baureihe 81-540.2/541.2, bei der zum ersten Mal bei russischen Metrofahrzeugen der Fahrzeugkopf aus glasfaserverstärktem Kunststoff hergestellt wurde. Eingesetzt wurden auch neue Sicherungssysteme und ein System für den automatisierten Fahrbetrieb; diese Ausrüstung entfiel jedoch bei den für Kiew vorgesehenen Zügen, die auf einen einfachen Standard zurückgerüstet und in der technischen Ausstattung der Ursprungsbaureihe 81-717/714 angeglichen wurden.
Die Serienproduktion begann 1978, im gleichen Jahr begann auch der Einsatz bei der Kiewer Metro auf der Linie 2 Obolon-Teremky. Inzwischen verkehren die Züge auf allen Linien des Kiewer Netzes. Die Weiterentwicklung 81-540.2/541.2 und ihre Unterbauarten wird seit 2012 auf den Linien 1 und 2 eingesetzt. 2013 wurden an die Metro Kiew Fahrzeuge der Baureihe 81-540.3К/81-541.3K ausgeliefert. Im gleichen Jahr endeten jedoch durch die Insolvenz des Herstellers Produktion und Auslieferung nach Kiew. 2023 wurden außerdem insgesamt 10 sechsteilige Züge von der U-Bahn Warschau übernommen, die nach einer Verkürzung auf fünf Wagen seit dem 1. November 2023 eingesetzt werden.
2019 begann im Depot Obolon die Modernisierung der Baureihe, dabei wird das äußere Erscheinungsbild an den Typ E-MK angeglichen.

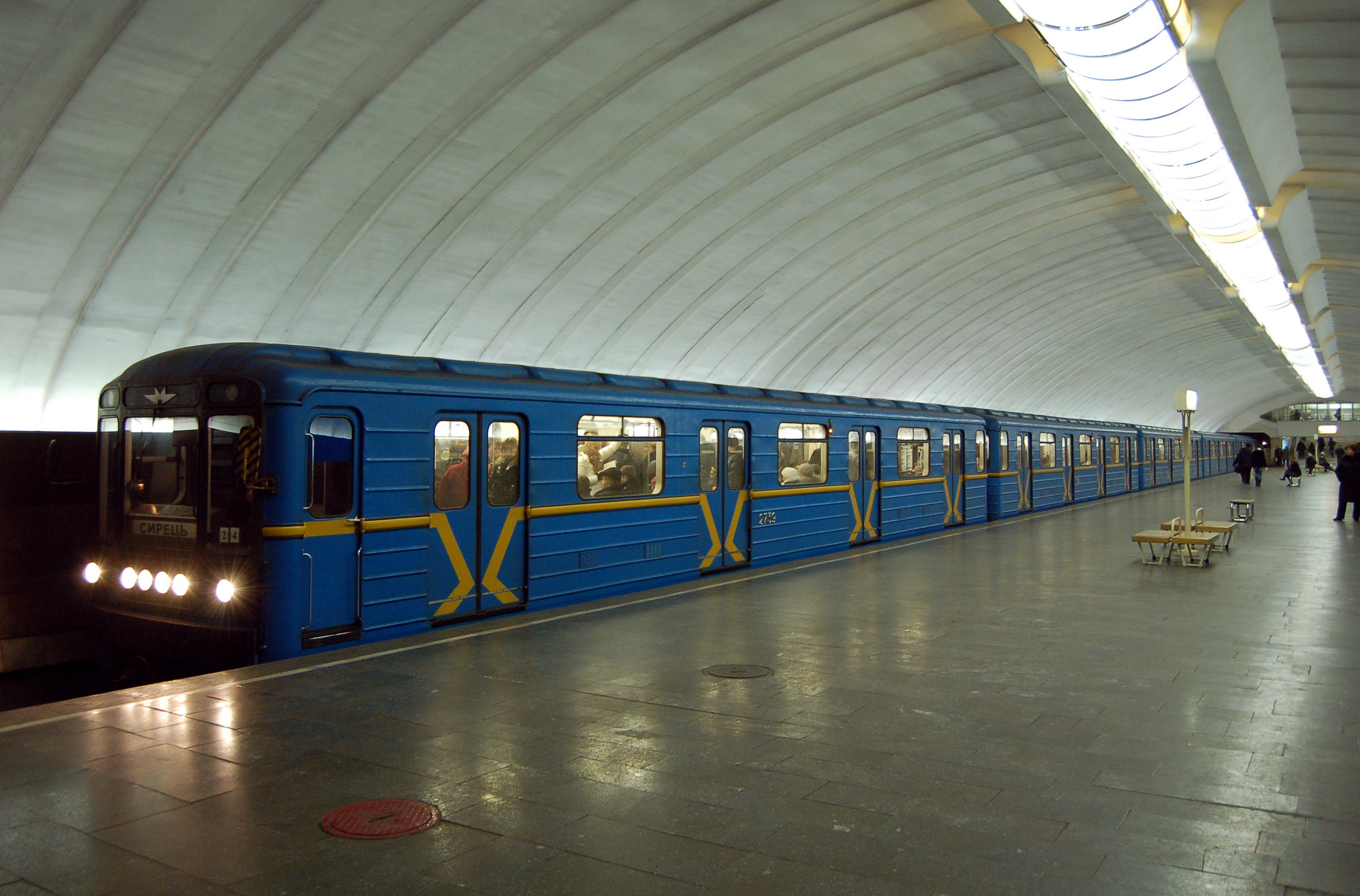
Baureihe 81-717/714 in Kiew
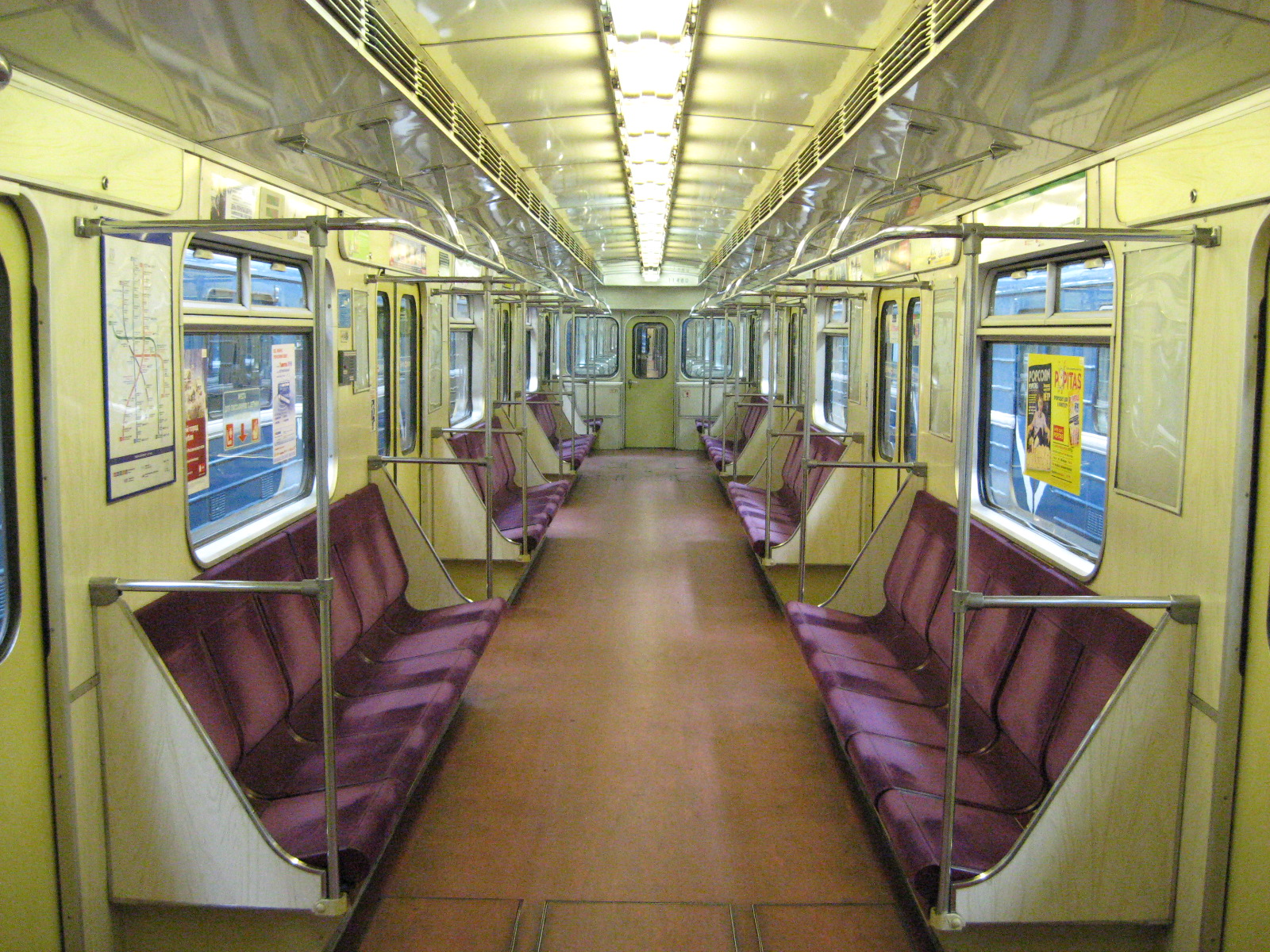
Innenraum eines Mittelwagens der Baureihe 81-717/714
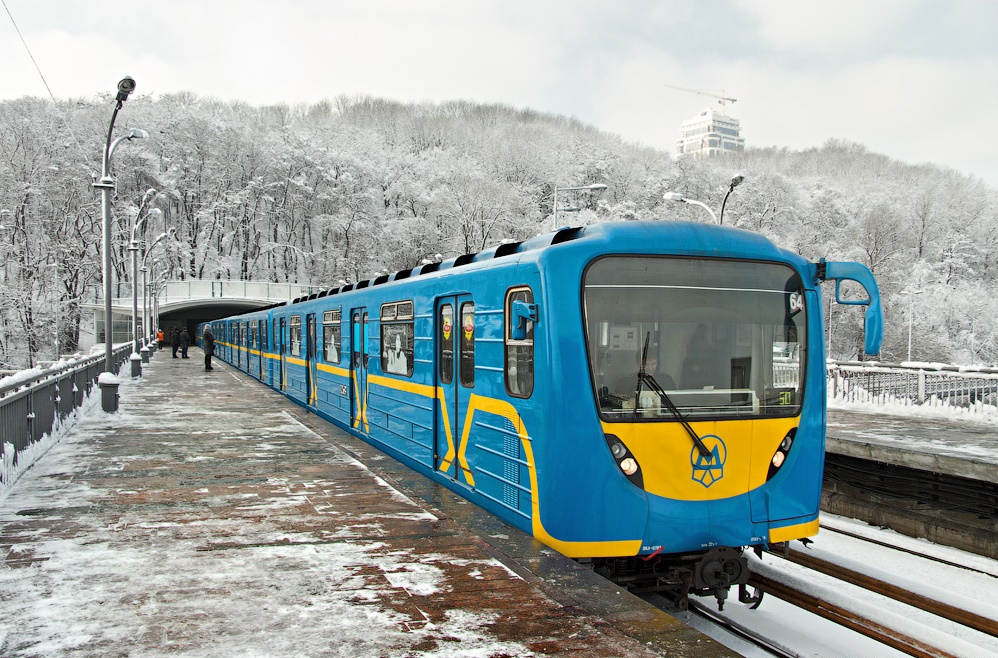
Baureihe 81-540.2K-541.2K am U-Bahnhof Dnipro

#### Typ Esch 3
Die Fahrzeuge des Typs Esch 3 wurden ab 1970 bei Metrowagonmaschsawod in Mytischtschi als Weiterentwicklung des Typs Esch in Serie gebaut. Äußerlich nahezu gleich, unterscheiden sie sich durch die geänderte Elektroausrüstung, andere Materialien beim Innenausbau und geänderte Sitze. Herausragendste Änderung waren jedoch ein geänderter Führerstand und die erstmalige Verwendung eines Systems zur automatischen Geschwindigkeitsregelung. Aufgrund der geänderten Steuerung sind sie mit den Fahrzeugen der Vorgängertypen nicht kuppelbar. Bei diesem Typ wurde nicht zwischen Steuer- und Mittelwagen unterschieden, alle Serienfahrzeuge wurden in die Baureihe 81-710 eingereiht.
In Kiew wurden ab 1973 insgesamt 36 Fahrzeuge dieses Typs eingesetzt, hauptsächlich auf der Linie 1, aber auch auf der Linie 2. 1976 wurden alle Fahrzeuge an die Metro Charkow abgegeben, dafür erhielt Kiew 60 Fahrzeuge vom Typ Em. Gegenwärtig ist wieder ein Fahrzeug dieses Typs in Kiew erhalten, Wagen 5823 wurde zur Akkulok umgebaut und wird als Bahndienstfahrzeug eingesetzt.

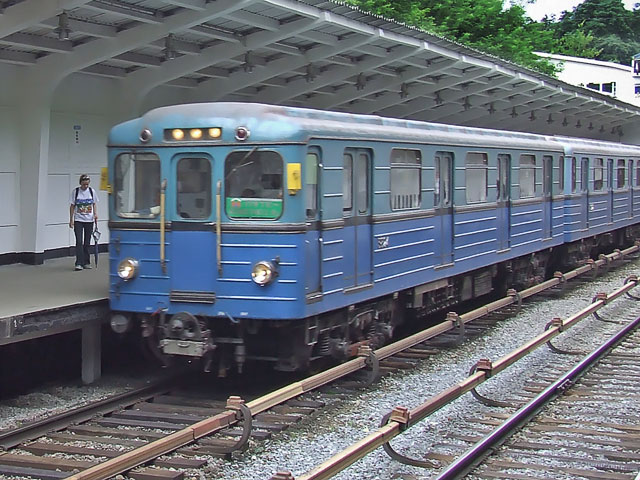
Wagen Esch3-5824 (Metro Moskau)
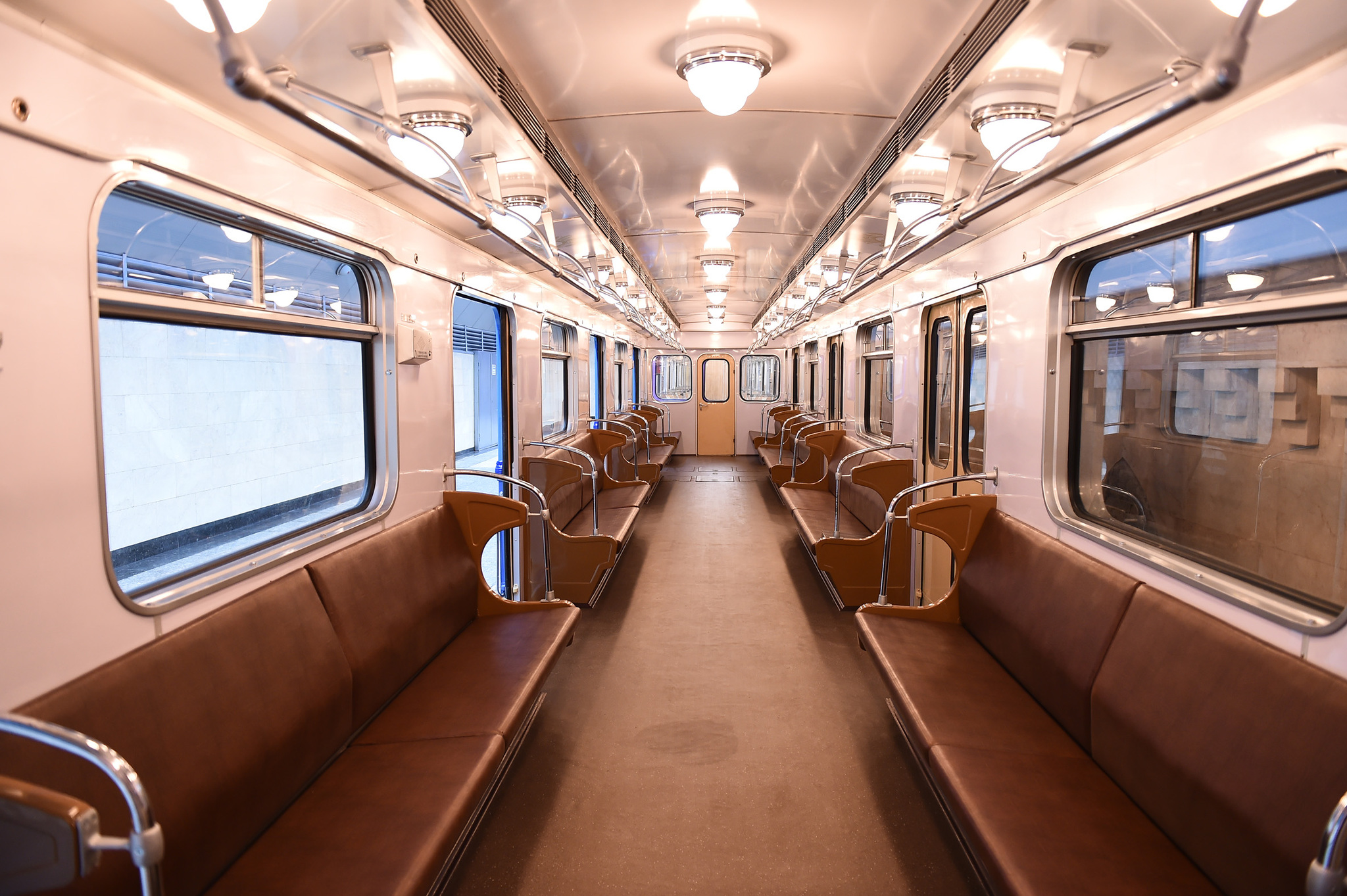
Hinterer Fahrgastraum
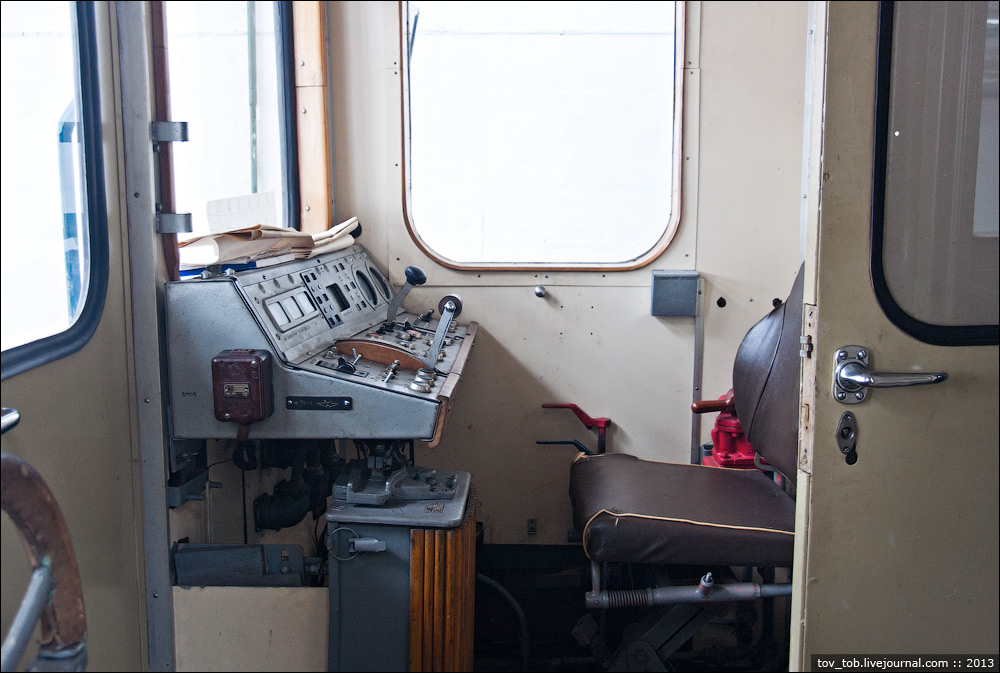
Führerstand

#### Typ Em
Der Typ Em war der erste im damaligen Leningrad gefertigte U-Bahnwagen. Der Typ Em 501/502/503 wurde von 1971 bis 1980 in Serie gebaut. Auch hier handelt es sich um eine Weiterentwicklung des Typs E, die sich äußerlich und im Fahrgastraum kaum vom Typ Esch unterschied. Bei diesen Zügen kam eine weitgehend automatisierte Steuerung mit Geschwindigkeitsregelung zum Einsatz. Die Kopfwagen wurden als 81-502 (EMa-502) eingereiht, die Zwischenwagen als 81-501 (Em-501) und die Schlusswagen als 81-503 (Emch-503). Aufgrund der geänderten elektrischen Ausrüstung können die Wagen mit Fahrzeugen anderer Serien nicht gekuppelt werden.
Die Fahrzeuge konnten maximal 264 Passagier aufnehmen, davon 42 sitzend. Sie erreichten eine Höchstgeschwindigkeit von 90 km/h, Beschleunigung lag bei 1,1 m/s2, die Verzögerung bei 1,2 m/s2.
Die Metro Kiew erhielt die ersten Fahrzeuge 1979.

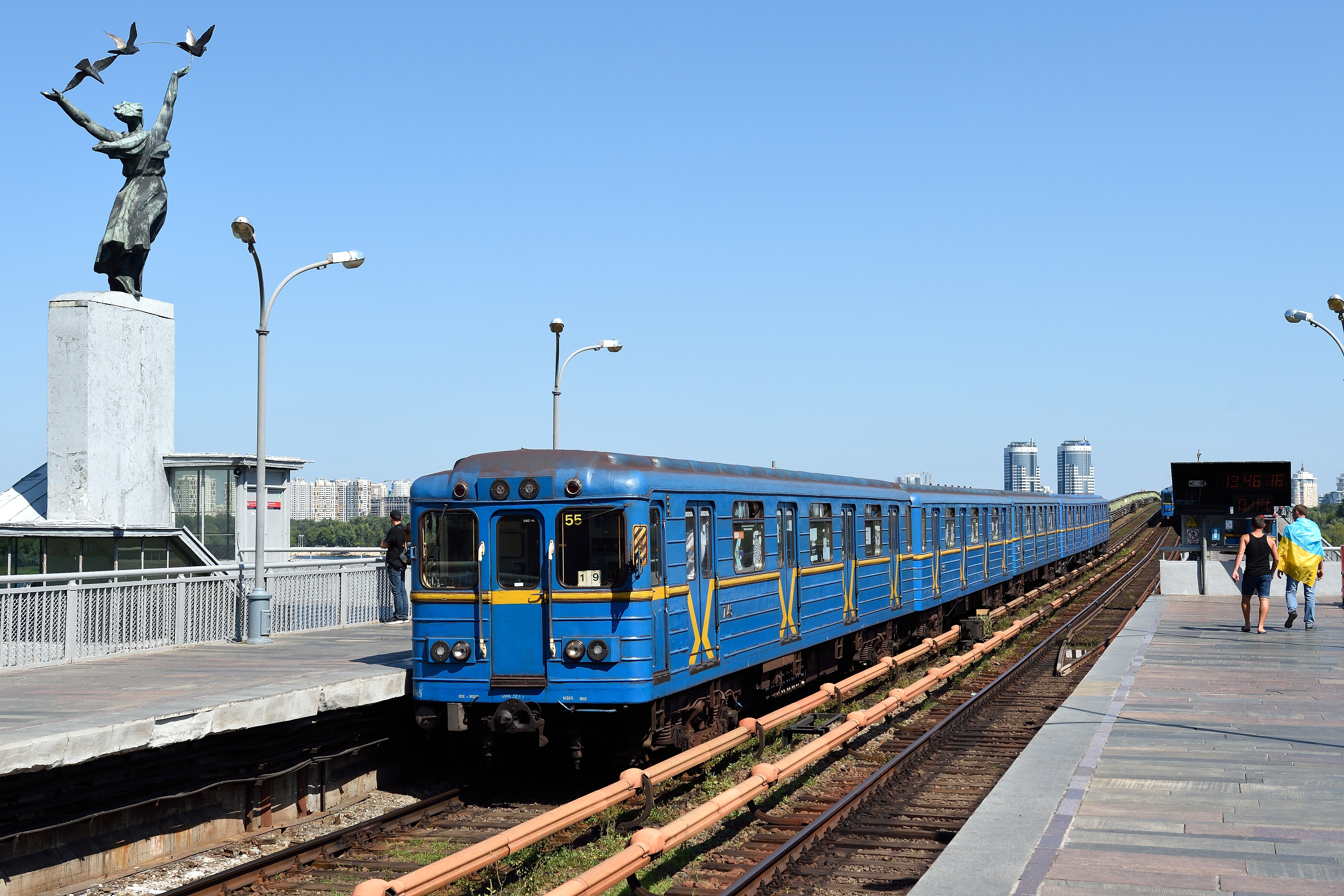
Ein Zug der Reihe Em im U-Bahnhof Dnipro
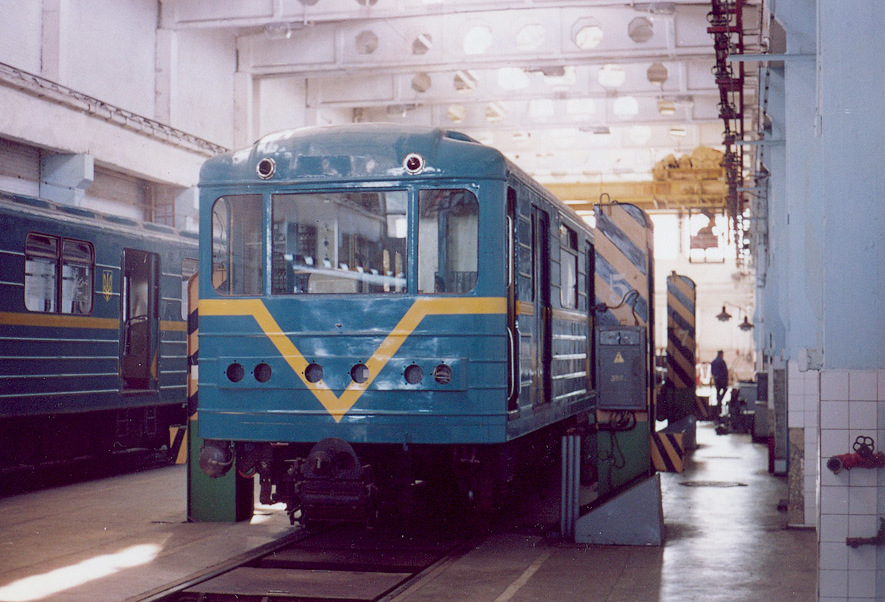
Modernisierter Wagenkasten eines Kopfwagens Ema-502
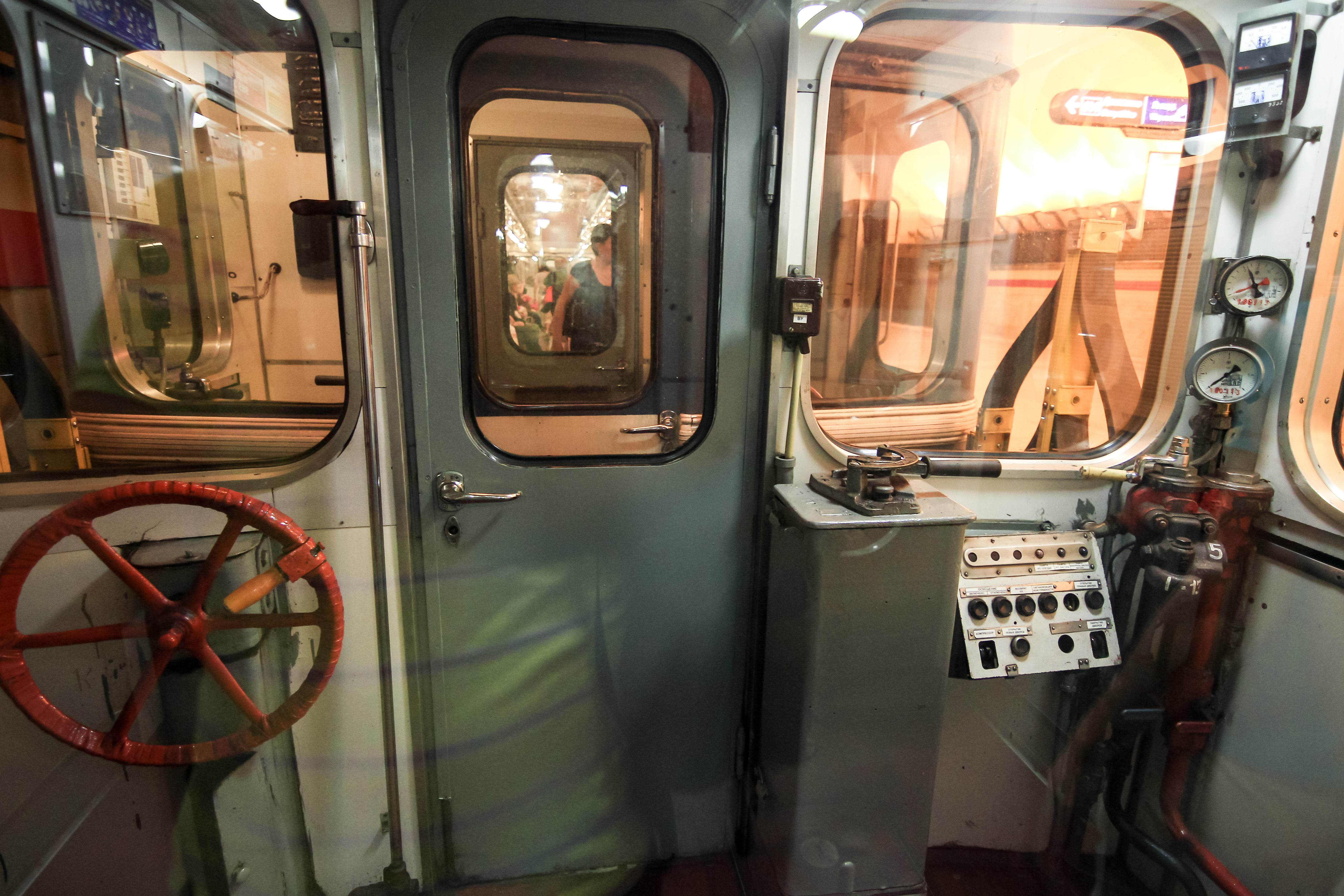
Führerstand eines Ema-502
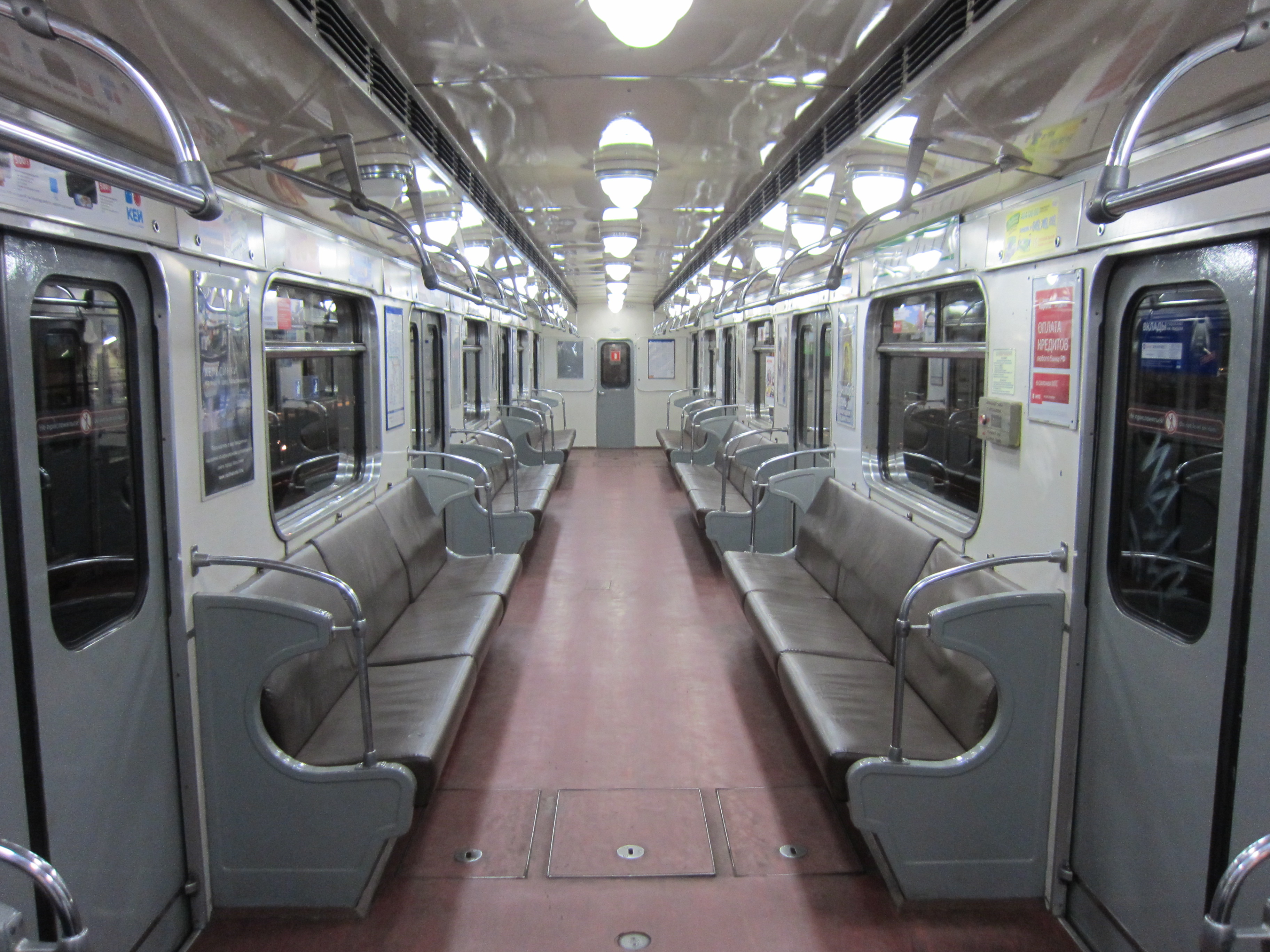
Fahrgastraum eines Wagens der Reihe Em

#### Typ Slawutitsch
Beim Slawutitsch (Slawutitsch ist der alte, slawische Name des Flusses Dnepr) handelt es sich um einen speziell für die Kiewer Metro von Wagonmasch Leningrad und Škoda entwickelten Zug. Aufgrund der Monopolstellung der sowjetischen Fahrzeughersteller für Metrozüge im Bereich der Sowjetunion und großer Teile des RGW waren die Produkte mit dem Übergang in die Marktwirtschaft veraltet und nicht mehr konkurrenzfähig. Technisch basierten die Fahrzeuge immer noch zu einem großen Teil auf dem Typ D aus den 1950er Jahren, elektronische Ausrüstungen und Automatisierungstechnik wurden nur zögerlich in die Serienproduktion übernommen. Auch im Hinblick auf die Innenraumgestaltung, den Möglichkeiten zum Transport von Rollstühlen, die Klimatisierung und die Fahrgastinformationssysteme entsprachen die Fahrzeuge nicht mehr den Erfordernissen.
Die Wagen bauen auf den Wagen des Typs 81-717/714 auf. Die Kopfteile der Endwagen sind aus glasfaserverstärktem Kunststoff gefertigt und entsprechen der von Škoda entwickelten Kopfform für die Modernisierung der Prager U-Bahnwagen des Typs 81-717.1 / 714.1. Die Wagen werden mit einer neuen Kupplung verbunden, die zu den bisher verwendeten Scharfenberg-Kupplung nicht kompatibel sind. In Kombination mit anderen Wagentypen kann damit der Slawutitsch nicht eingesetzt werden, lediglich als Notkupplungen sind Scharfenberg-Automatikkupplungen an den Endwagen vorhanden. Die Passagiertüren werden nicht mehr pneumatisch, sondern elektrisch betätigt. Bei Störungen in einem Türflügel kann dieser aus Sicherheitsgründen nicht mehr geöffnet werden.
Angetrieben wird der Zug von Asynchronmotoren. Die Leistung der Motoren wird im Zug durch insgesamt fünf Computer gesteuert, die durch zwei unabhängige Lichtwellenleiternetze verbunden sind. Im Führerstand sind ein elektronischer Tachometer und ein Touchscreen vorhanden. Die Steuerung des Zuges erfolgt im Wesentlichen mit zwei Reglern und dem Touchscreen. Der elektronische Tachometer dient außer zur Anzeige der Betriebsdaten auch zur Anzeige der Informationen des Sicherungssystems „Dnepr“. Die Meldung von Störungen, der Zustand der wichtigsten Baugruppen sowie die Spannung an der Kontaktschiene, die Spannung des Bordnetzes, der Druck in den Bremssystemen jedes Wagens und die Werte für Beschleunigung bzw. Verzögerung werden auf dem Touchscreen angezeigt. Der Führerstand verfügt über separate Eingangstüren.
Die Innenausstattung der Endwagen folgt dem traditionellen Muster der sowjetischen Metrofahrzeuge und unterscheidet sich von diesen nur durch die Sitzbezüge aus rotem Velours. In den Mittelwagen ist ein Teil der Sitzbänke quer zur Fahrtrichtung angeordnet. Dieses für sowjetische bzw. russische Metrofahrzeuge ungewöhnliche Konzept wurde von Skoda eingebracht und basiert auf den Erfahrungen der Modernisierung der Fahrzeuge der Prager Metro. Die Druckbelüftung der Wagen erfolgt klassisch über Lufthutzen.
Erprobt wurde der Zug ab 2001 auf der Linie 2, obwohl in Kiew nur die Linie 1 mit dem Sicherungssystem „Dnepr“ ausgestattet ist. Dabei traten Mängel mit den Türschließsystemen auf, die für die Belastung während der Hauptverkehrszeit nicht ausreichend ausgelegt waren. Trotz des fortschrittlichen Antriebs- und Bedienkonzeptes verzichtete die Metro Kiew auf die Einführung dieser Baureihe. Eine Serienproduktion erfolgte nicht, der Zug ist ein Einzelstück und seit längerer Zeit schadhaft im Depot Obolon abgestellt.

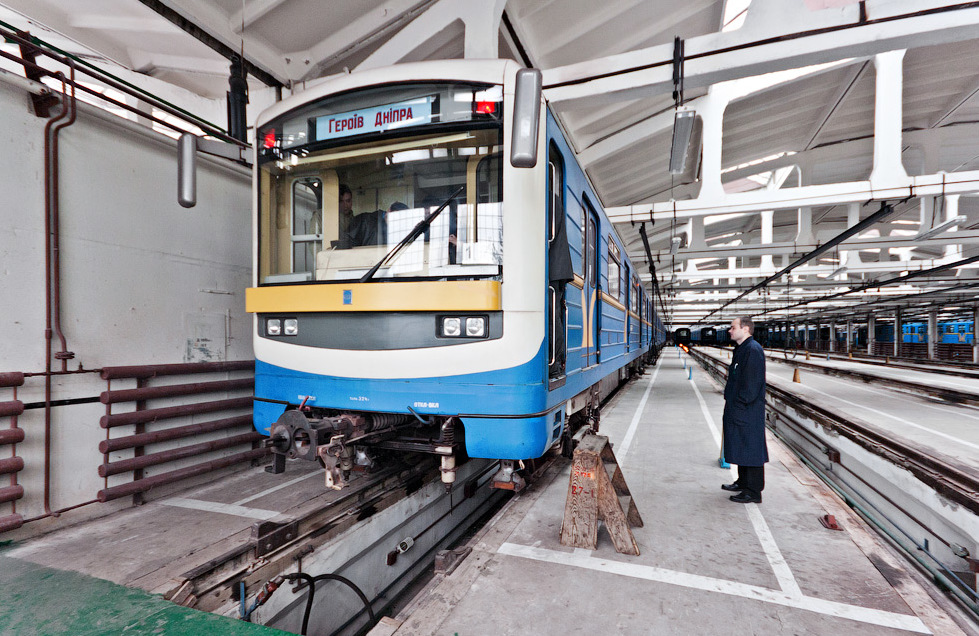
Slawutitsch abgestellt im Depot Obolon
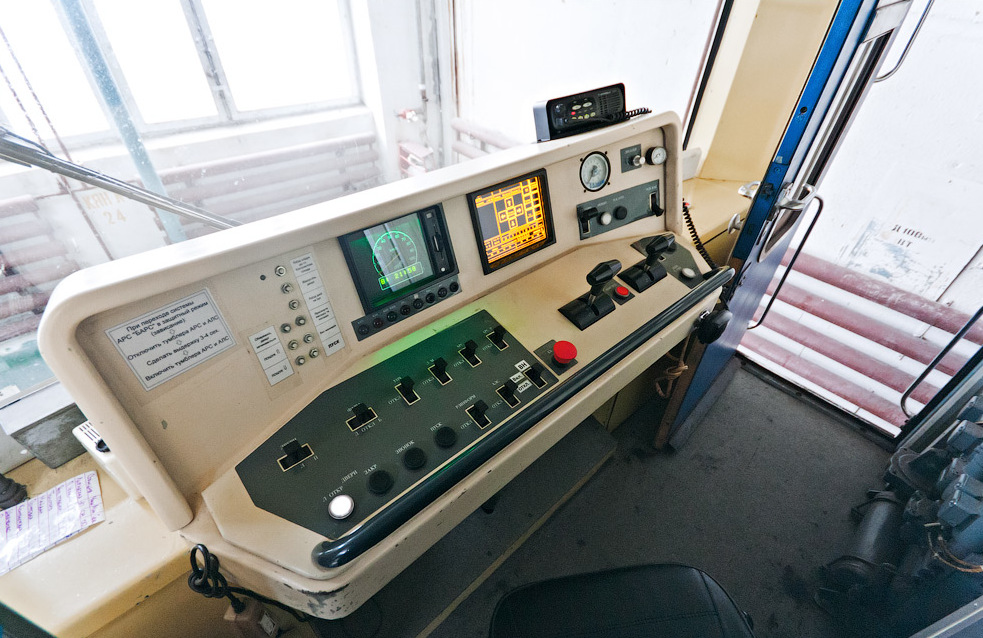
Ausrüstung des Führerstandes
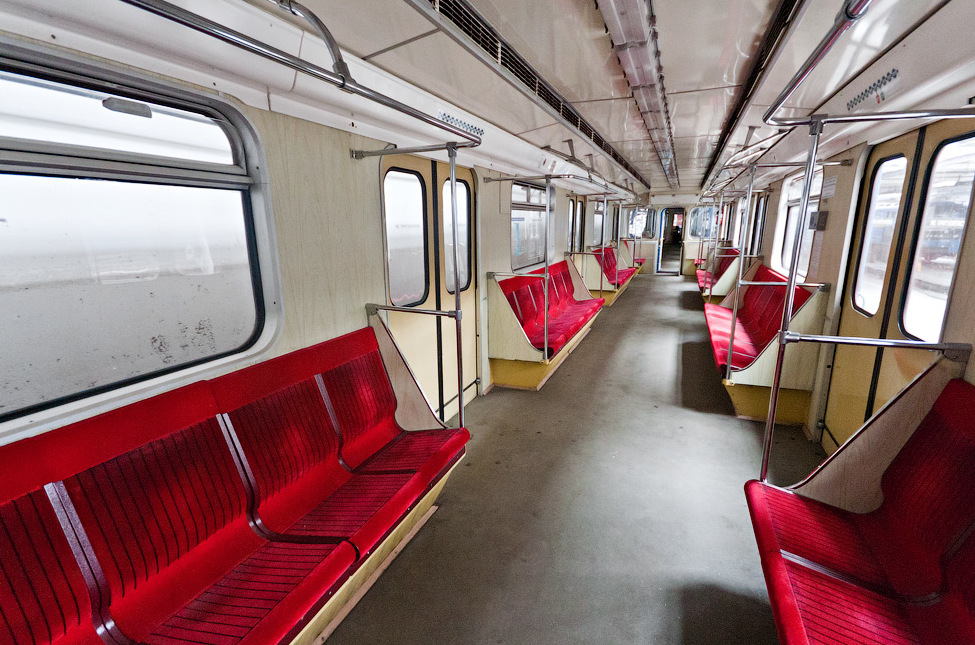
Inneneinrichtung der Endwagen
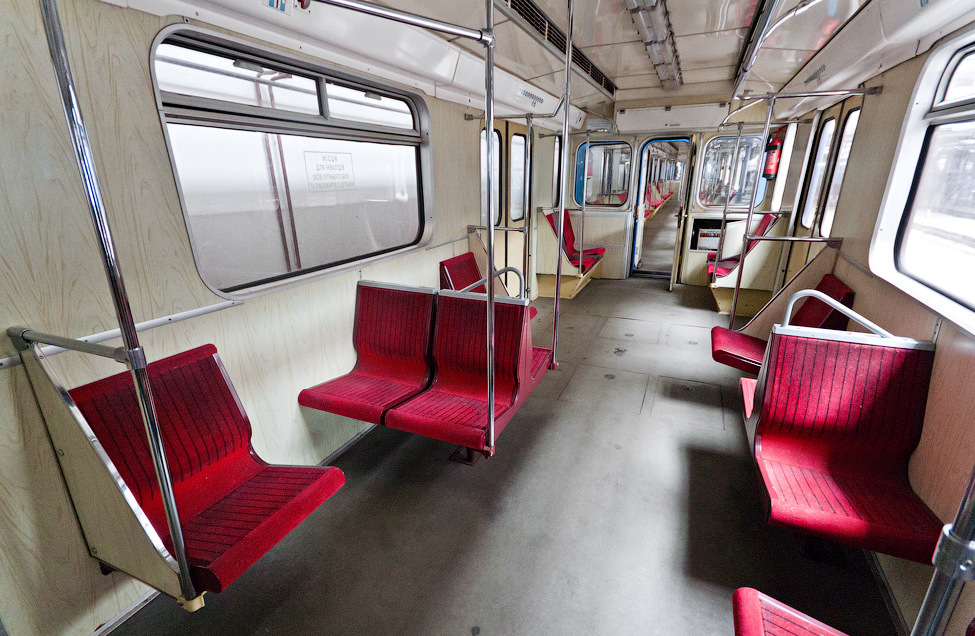
Inneneinrichtung der Mittelwagen

#### Typ 81-7021/7022
Die Baureihe 81-7021/7022 ist der erste in der unabhängigen Ukraine entwickelte Typ. Ziel war die Ablösung des mittlerweile veralteten Fahrzeugbestandes aus sowjetischer Fertigung. Die Entwicklung eines Nachfolgers der sowjetischen Baureihen begann in den 1990er Jahren. Dieser sollte speziell auf die Bedürfnisse der Metro Kiew zugeschnitten sein. Im Ergebnis entstand Anfang der 2000er Jahre der Typ Slawutitsch, der jedoch nicht in die Serienproduktion überführt wurde. Daher war die Metro Kiew gezwungen, auch weiterhin Triebwagen der Baureihe 81-717 / 714 aus Russland zu beschaffen.
Die Baureihe 81-7021/7022 wurde vom Waggonbau Krjukiw entwickelt. Äußerlich unterscheidet sie sich von allen Vorgängerbaureihen durch den stromlinienförmigen Kopf. Entwicklungsbeginn war 2003. Ein erster Prototyp, noch aus zwei Wagen bestehend, wurde am 24. August 2005 bei der Eröffnung der Metrostation Boryspilska vorgeführt. Die eigentliche Erprobung begann ab dem 26. Januar 2006 mit einem aus fünf Wagen bestehenden Zug. Am 17. Juni 2006 wurde der Zug zur Mängelabstellung und Abschluss der Erprobung an das Depot Obolon übergeben. Der Regelbetrieb wurde mit der neuen Baureihe am 20. Januar 2009 auf der Syretsko-Pechersky-Linie aufgenommen.
Der Wagenkasten besteht aus Stahl, die aerodynamische Verkleidung der Köpfe aus Glasfaserlaminat. Die Fensterscheiben sind bei diesem Typ verklebt. Die Schiebetüren lassen sich nicht nur vom Triebfahrzeugführer, sondern auch von den Passagieren sowohl von außen, als auch von innen öffnen. Die gepolsterten Sitze sind mit Stoff bezogen, an den Enden der Hauptwagen sind Stellplätze für Rollstühle vorgesehen. Die aus Gründen der Schall- und Wärmedämmung verklebten Fenster, die nicht geöffnet werden können, machen eine ständig laufende Zwangsbelüftung erforderlich. Für den Betrieb der Belüftung ist eine Notstromversorgung aus Batterien vorhanden. Die Wagen besitzen auch ein Fahrgastinformationssystem. Im Zug befinden sich insgesamt neun Überwachungskameras, deren Bilder im Führerstand auf einem Monitor angezeigt werden. Die Fahrerkabine ist mit Steuergeräten, Kontroll- und Messgeräten, der Kommunikationseinrichtung mit dem Disponenten sowie der Klimaanlage ausgestattet. Insgesamt lehnt sich der Aufbau des Fahrgestells und die Einrichtung der Führerstände sehr eng an die bei Metrowagonmasch bzw. bei Wagonmasch Leningrad gebauten Wagen an.
Die Fahrzeuge erreichten eine Höchstgeschwindigkeit von 90 km/h, Beschleunigung lag bei 1,2 m/s2, die Verzögerung bei 1,15 m/s2; diese Werte entsprechen den Vorgängerbaureihen. Gegenüber der Baureihe 81-717 / 714 wurde jedoch die Sitzplatzkapazität um 15 % erhöht.
Ab 2010 wurde eine Modifikation der Baureihe mit Asynchronmotoren entwickelt. Davon versprach man sich einen geringeren Energieverbrauch und eine vereinfachte Wartung der Züge.
Die Serienproduktion bei Waggonbau Krjukiw begann Mitte 2009. Die Serienfahrzeuge wurden im Vergleich zu den Erprobungsmustern stark verändert. Auf die stromlinienförmigen Köpfe wurde verzichtet, um die Sicht des Fahrers zu verbessern und die Länge des Zuges zu verringern. Verbessert wurde ebenfalls das Belüftungssystem, die Fahrzeuge sind nun mit Belüftungsklappen und teilweise zu öffnenden Fenstern ausgerüstet.

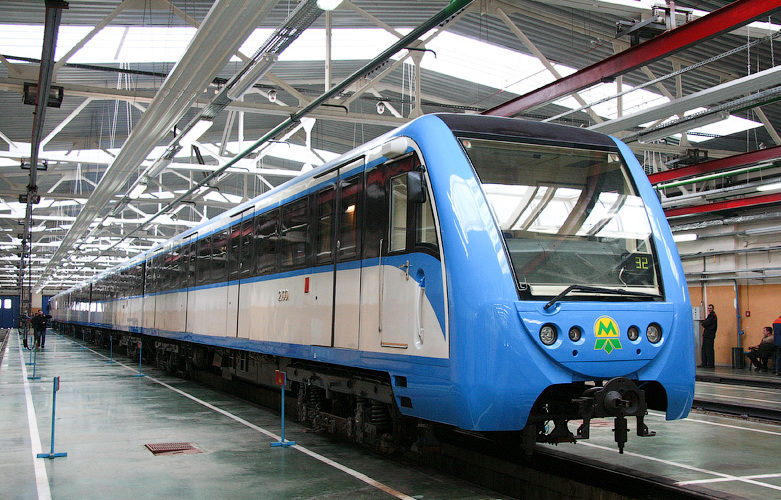
Erprobungsmuster mit aerodynamischer Kopfform
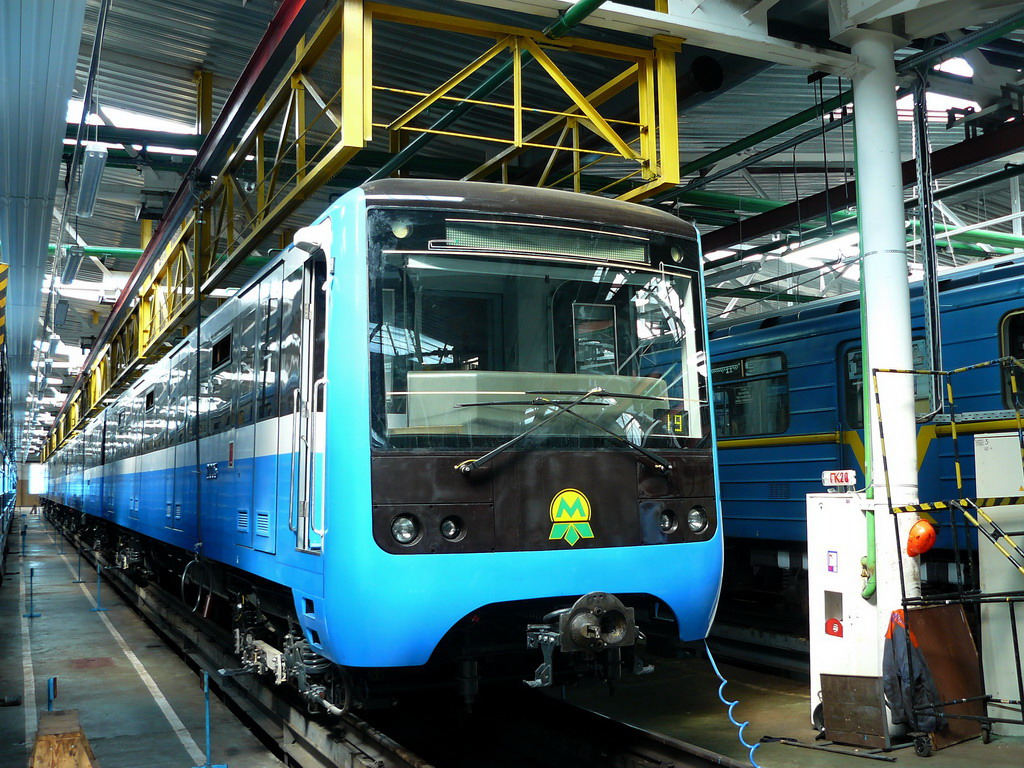
Kopfform der Serienfahrzeuge
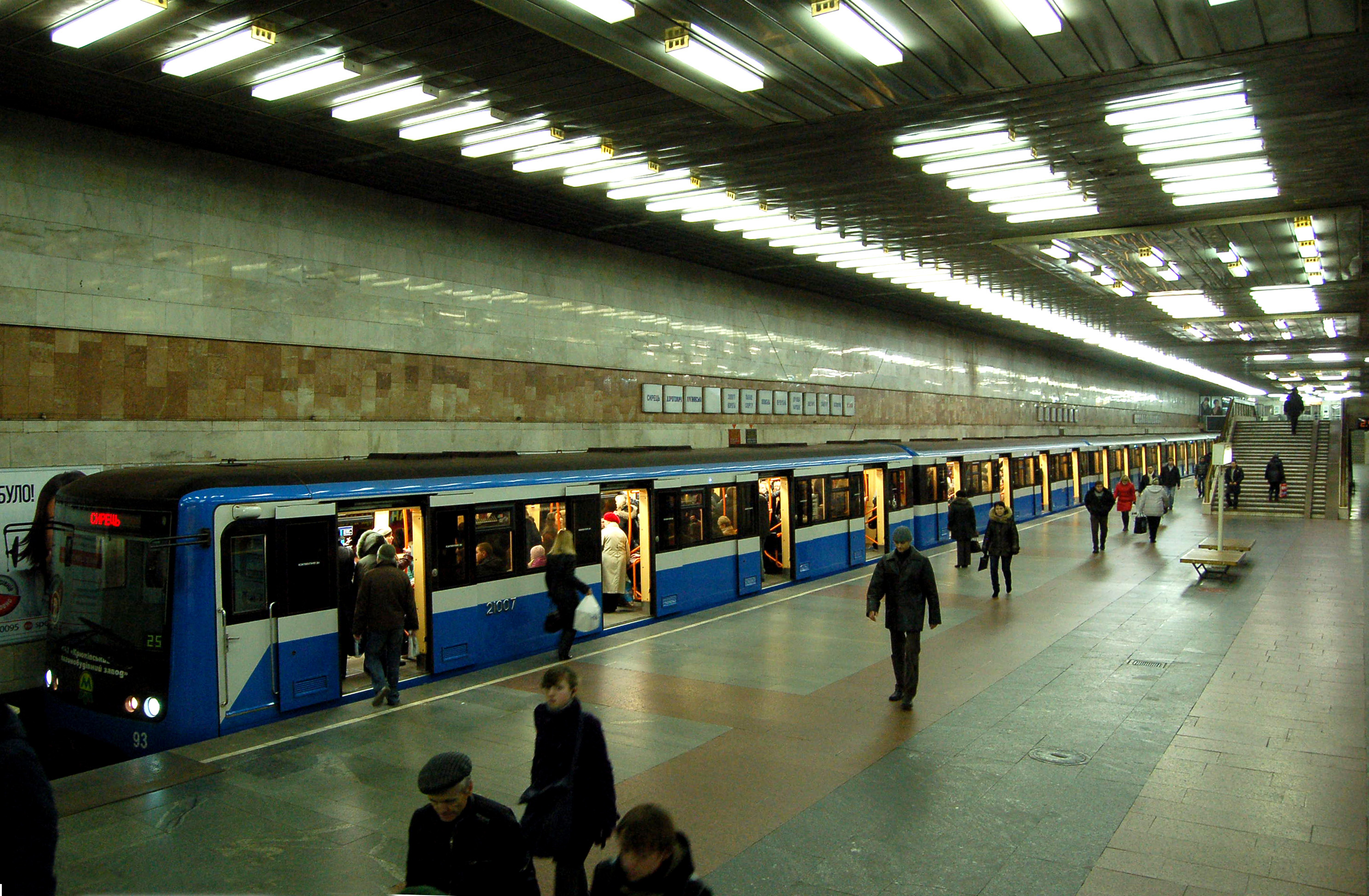
Zug aus der Serienproduktion
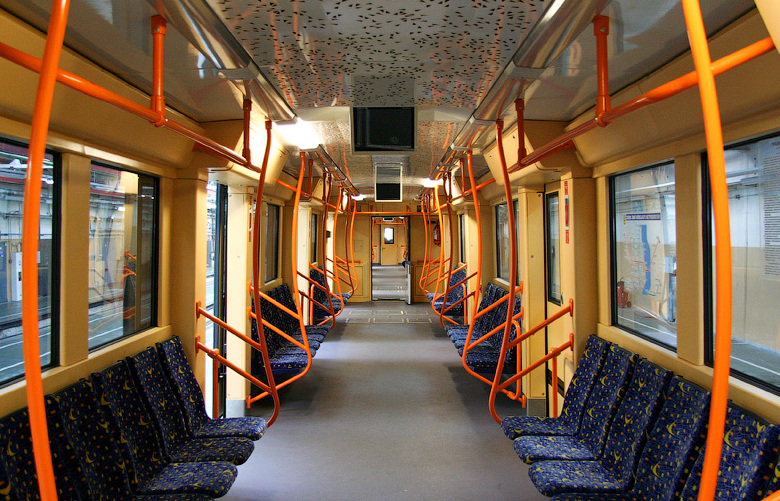
Wageninneres

#### Typ E-KM
Nachdem die Beschaffung zeitgemäßer Fahrzeuge für die Kiewer Metro gescheitert war, mussten die vorhandenen Garnituren weiter genutzt werden. Sowohl Innenausstattung, Fahrgastinformationssysteme sowie die Steuerungs- und Regelungstechnik entsprachen jedoch nicht mehr den Anforderungen. Hinzu kam ein fortgeschrittener Verschleiß wichtiger Baugruppen.
Die Modernisierung des vorhandenen Fahrzeugbestandes fand ab 2013 bei Waggonbau Krjukiw statt. Dabei wurden unterschiedliche Typen herangezogen. Die antriebslosen Kopfwagen E-KM-Gb (81-7080) wurden aus Wagen vom Typ Esch und ab dem 22. Zug vom Typ Ema-502 umgebaut, die angetriebenen Zwischenwagen E-KM-Pm (81- 7081) und den Zwischenwagen E-KM-Pm-01 (81-7081-01) entstanden aus Wagen des Typs E und ab der 25. Garnitur des Typs Esch. Insgesamt wurden bis 2017 27 Züge des Typs gefertigt. Eine Garnitur besteht dabei aus zwei Kopfwagen E-KM-Gb, zwei Zwischenwagen E-KM-Pm und einem in der Mitte der Garnitur eingeschobenen Zwischenwagen E-KM-Pm-01. Aufgrund der unterschiedlichen Ausgangstypen für den Umbau ergeben sich für die einzelnen Züge leicht abweichende Längen und Gewichte.
Die Wagenkästen wurden von den Ursprungsfahrzeugen unverändert übernommen, lediglich die Kopfwagen erhielten eine neue Front aus glasfaserverstärktem Kunststoff, die die Länge geringfügig vergrößerte. Die elektrische Ausrüstung und die Innenausstattung sind dagegen neu. Die Wagen werden von Asynchronmotoren angetrieben, die von Mitsubishi Electric geliefert wurden. Jeder Wagen hat eine Kapazität von 36 Sitzplätzen. Die Sitzplatzkapazität wurde im Vergleich zu den Ursprungstypen verringert, um mehr Platz für stehende Passagiere, Traglasten und Rollstühle zu haben. Das System der Zwangsbelüftung über Lufthutzen blieb erhalten, die Beleuchtung wurde auf LED umgestellt. Die Montage von Monitoren für Fahrgastinformationssysteme und Werbeanzeigen ist möglich.
Durch den Wegfall der Fronttüren konnte in den Kopfwagen ein breiteres Bedienpult installiert werden. Im oberen Teil der breiten Frontscheibe ist die elektronische Zugzielanzeige eingebaut. Der Führerstand ist klimatisiert. Die elektronische und elektrische Ausrüstung des Führerstandes entspricht weitgehend dem Typ 81-7021/7022.
.

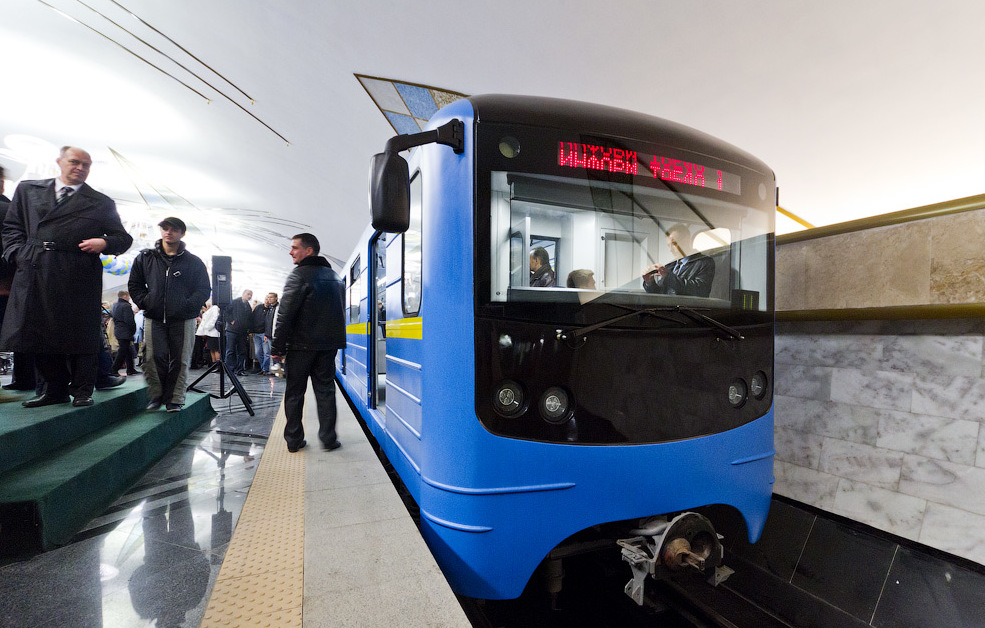
Erster umgebauter Zug E-KM
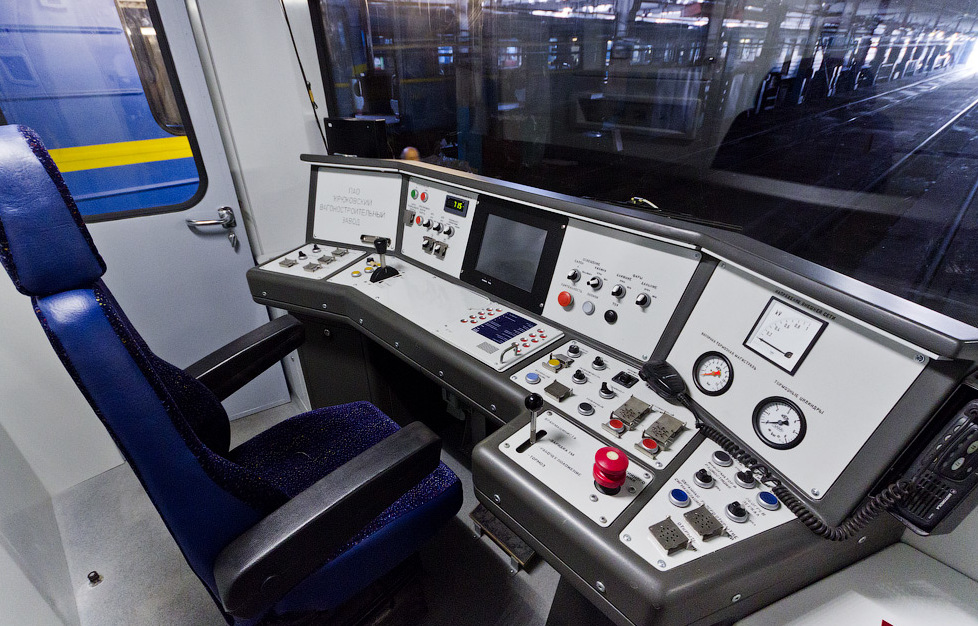
Führerstand
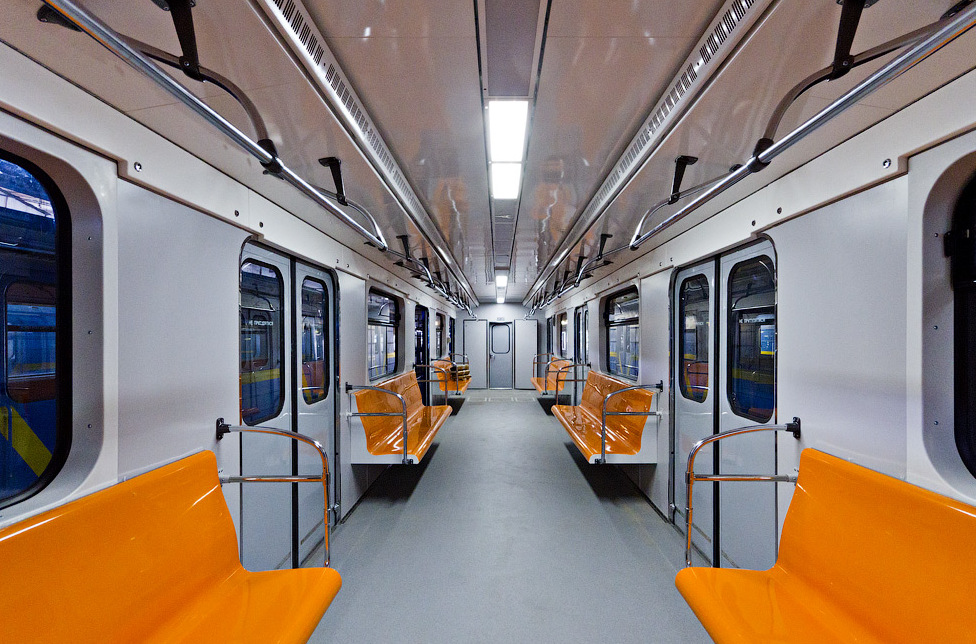
Fahrgastabteil eines Kopfwagens
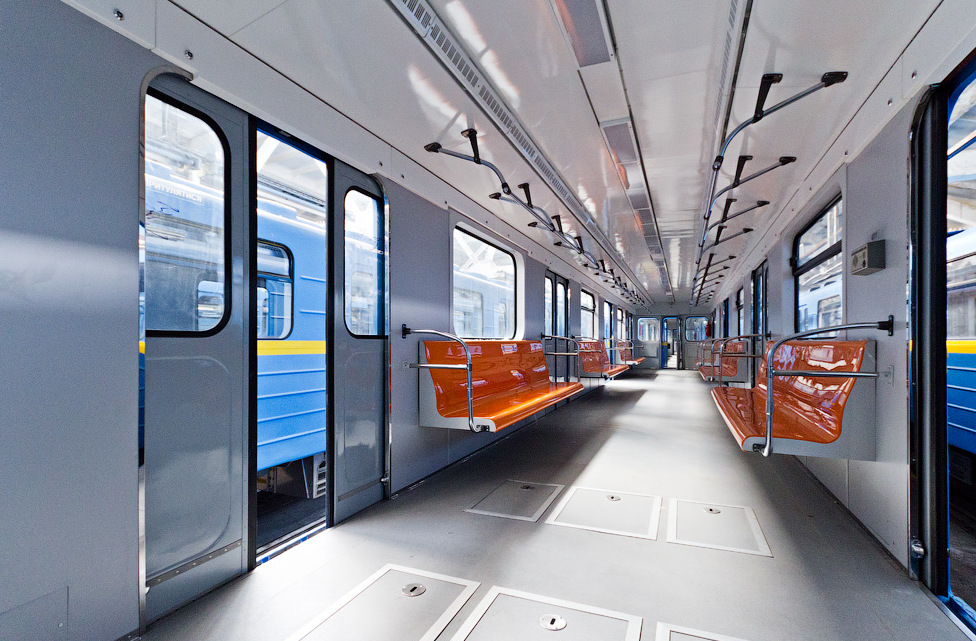
Fahrgastabteil eines Zwischenwagens

### Dienst- und Hilfsfahrzeuge
Die Kiewer Metro verfügt über einen umfangreichen Bestand an Hilfs- und Messfahrzeugen.
| Fahrzeugtyp                 | Bild | Anmerkungen        |
| --------------------------- | ---- | ------------------ |
| Akkulok Nr. 828             |      | Umbau aus Typ D    |
| Akkulok Nr. 5823            |      | Umbau aus Typ Esch |
| Motordraisine AGMu          |      |                    |
| Motordraisine ALg           |      |                    |
| Motordraisine DMm           |      |                    |
| Motordraisine MGM1          |      |                    |
| Gleisstopfmaschine WPRS-500 |      |                    |
| Güterwagen                  |      |                    |

Außerdem gehören noch Messwagen Profilmesswagen und diverse Schneepflüge auf Basis des Lkw ZIL-157 sowie Autodrehkräne auf Basis des Lkw MAZ zum Fahrzeugbestand der Metro.